# Arquitectura gótica en España

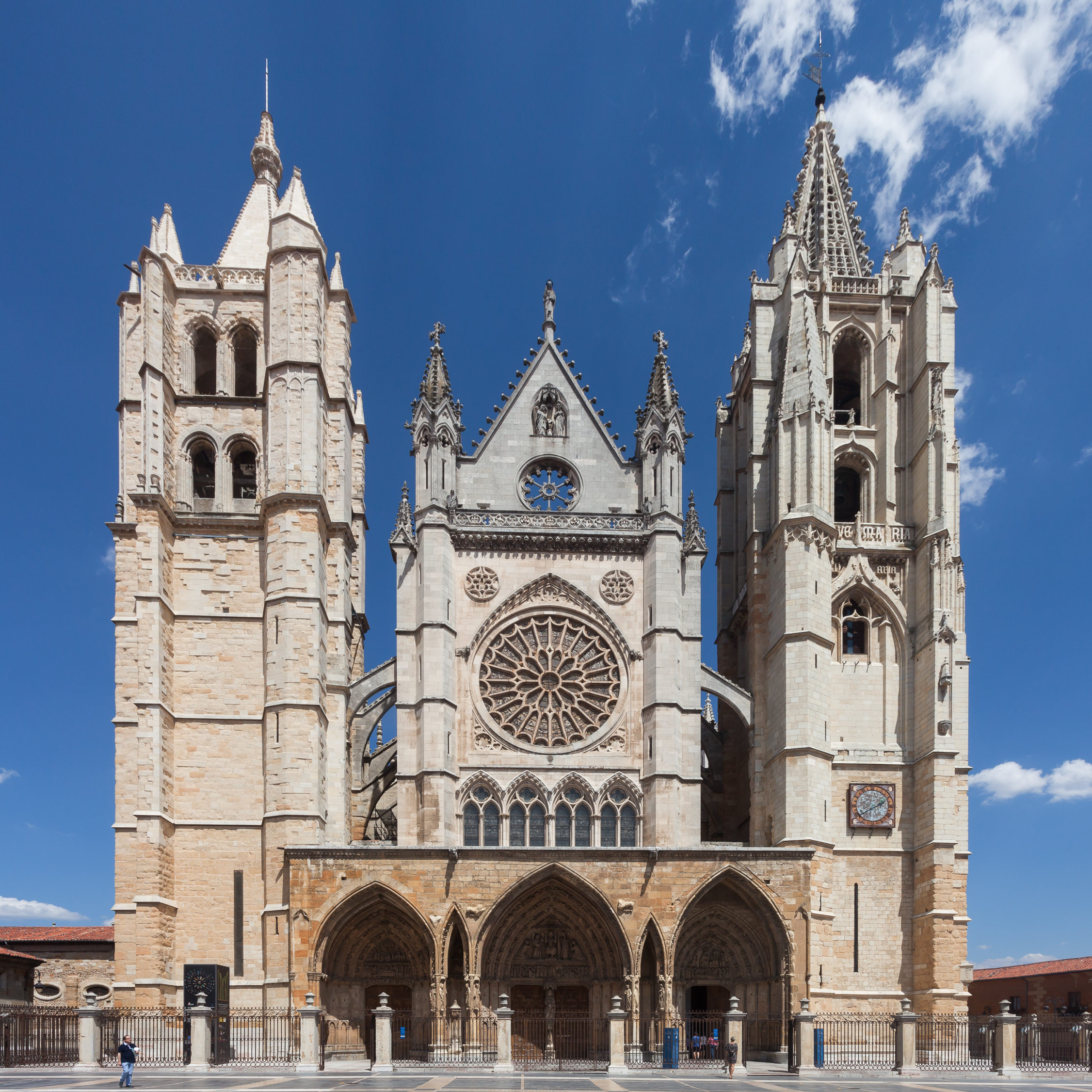
La catedral de León es una de las catedrales españolas que mejor representa la pureza y unidad del estilo gótico, con una profunda influencia francesa. Su construcción data del. En la imagen se contempla su fachada occidental, con un pórtico triple similar al de la catedral de Reims, con rosetón central, y flanqueada por dos torres góticas, de diferente forma y altura.

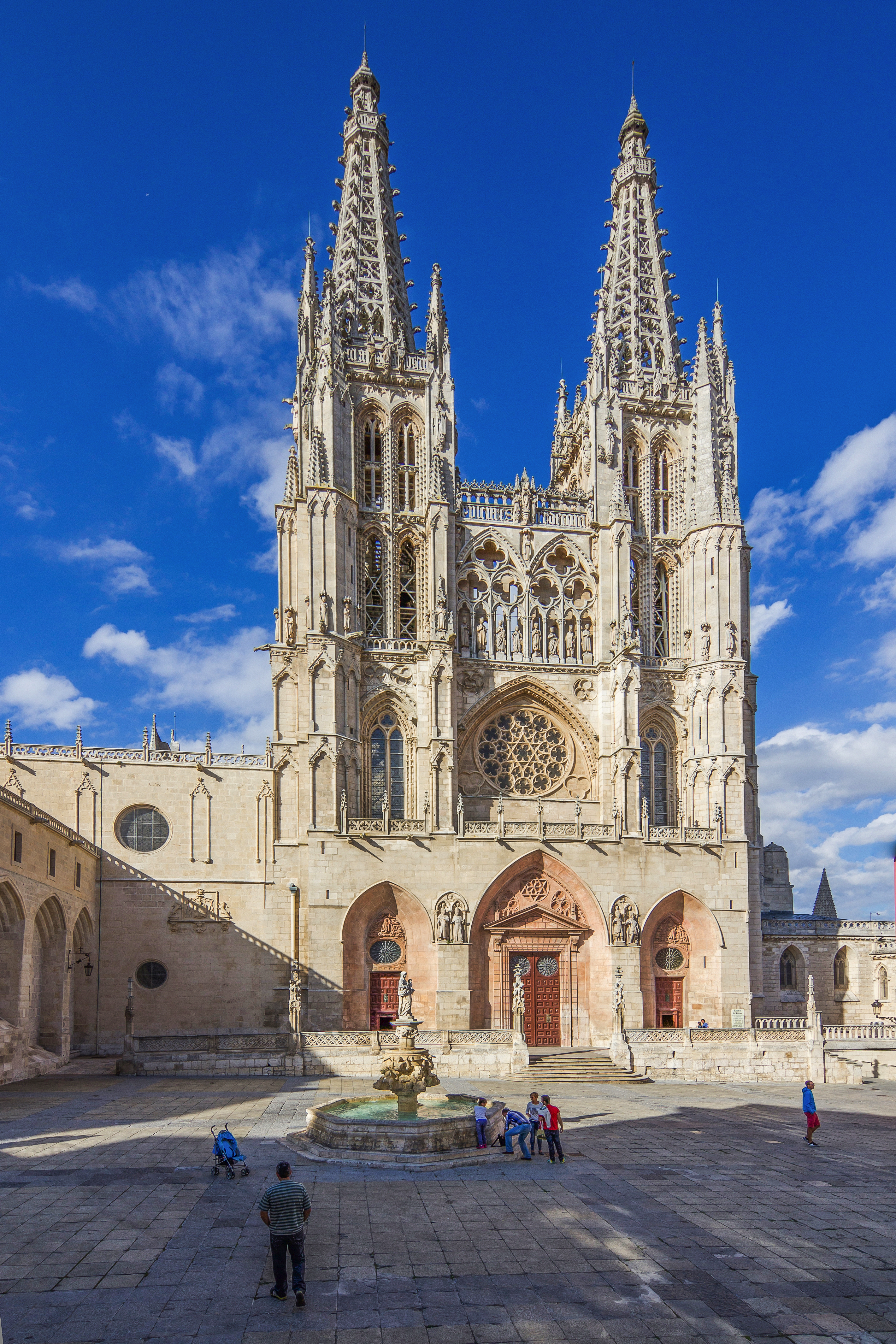
Fachada principal de la catedral de Burgos, obra del considerada la manifestación escultórica gótica más importante en Castilla. A mediados del, Juan de Colonia elevó sendas agujas piramidales y finos calados que fijaron definitivamente su apariencia.

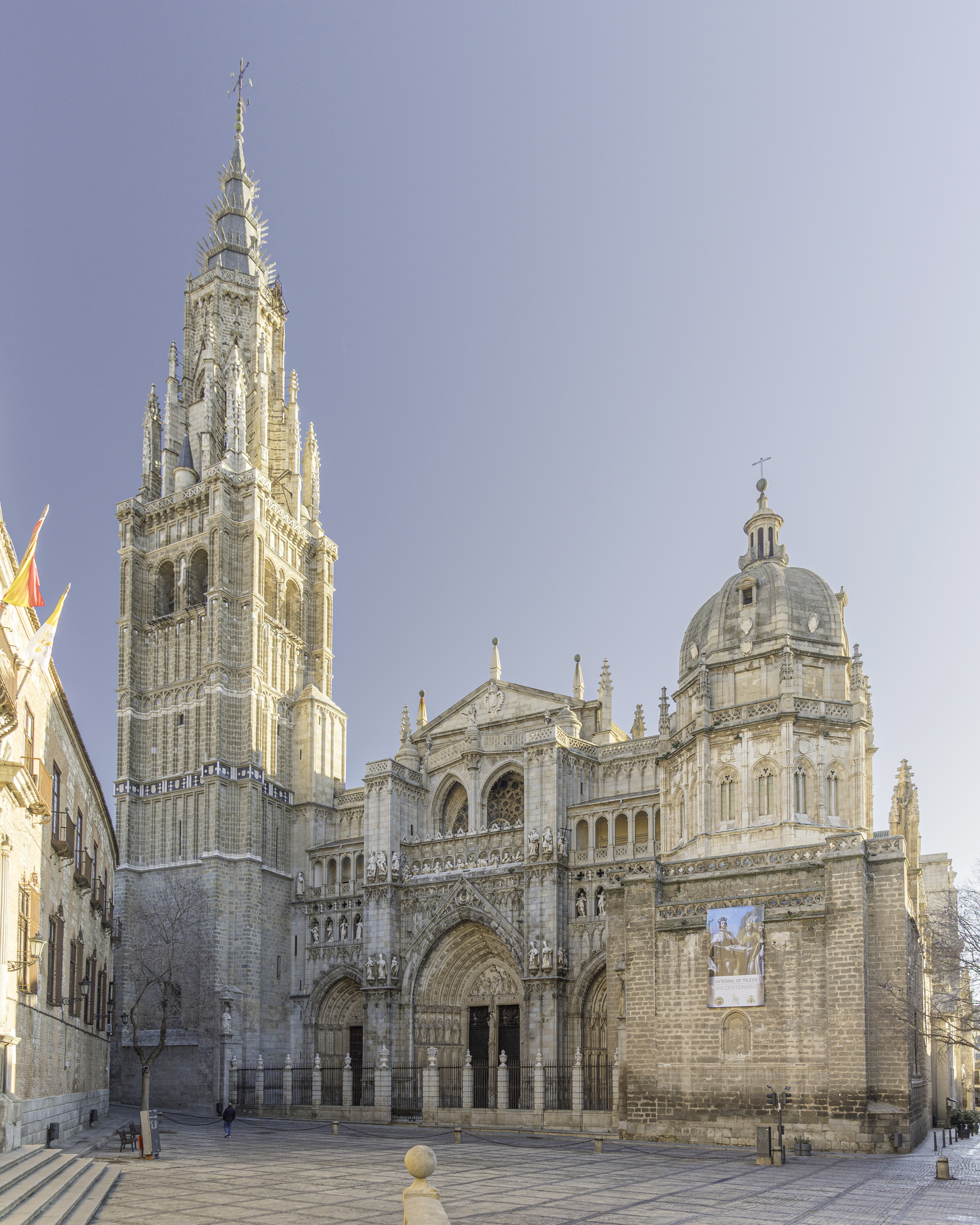
Catedral de Toledo, con la torre de campanas, las puertas del Infierno, del Perdón y del Juicio Final (o de los Escribanos) y, cerrando la monumental fachada, la llamada segunda torre que no llegó a terminarse.

La arquitectura gótica se difundió en España a finales del siglo XII, con relativa prontitud desde su nacimiento en Francia. Su consolidación fue progresiva, combinándose en sus primeros momentos los elementos arquitectónicos románicos y góticos. Desde sus inicios hasta llegar al periodo del alto gótico, la arquitectura española se mantuvo fiel a los modelos franceses. Sin embargo, algunas características como la insistencia en tipos de plantas de estilo románico o la conservación de elementos decorativos de influencia mudéjar condujeron a la formación de variantes estilísticas locales, este proceso se acrecentó a finales del siglo XIII y durante el siglo XIV, en los que apareció una amplia diferenciación en las formas arquitectónicas y decorativas regionales. El desarrollo de la arquitectura en España durante estos siglos reflejó las diferentes circunstancias históricas a las que estaban sujetos los diversos reinos hispanos. Así sobre todo en el sur de España el desarrollo del gótico se adoptó algo tardíamente. Por su parte la prosperidad económica en Cataluña estimuló la construcción civil en esta zona. A finales del siglo XV surgió un estilo panaespañol, característico del círculo de los Reyes Católicos, que nació del encuentro de estructuras tardogóticas europeas con decoraciones mudéjares y motivos renacentistas.

## El arte gótico
El arte gótico tiene su inicio en Francia, surgió hacia el año 1140 en la isla de Francia, a partir de ese momento se asistió a un profundo desarrollo y renovación de la arquitectura, tanto por la calidad como por el número de edificios construidos. España junto con Alemania fueron dos de los países de Europa que recibieron la arquitectura gótica con mayor entusiasmo. La introducción del gótico en la Península ibérica, por la relación geográfica y política con Francia, comenzó de forma bastante temprana y fue muy duradera, manteniendo estrechos lazos con el gótico francés por el interés de los monarcas hispanos por estrechar lazos con el arte y la cultura de su vecino francés.

## Difusión

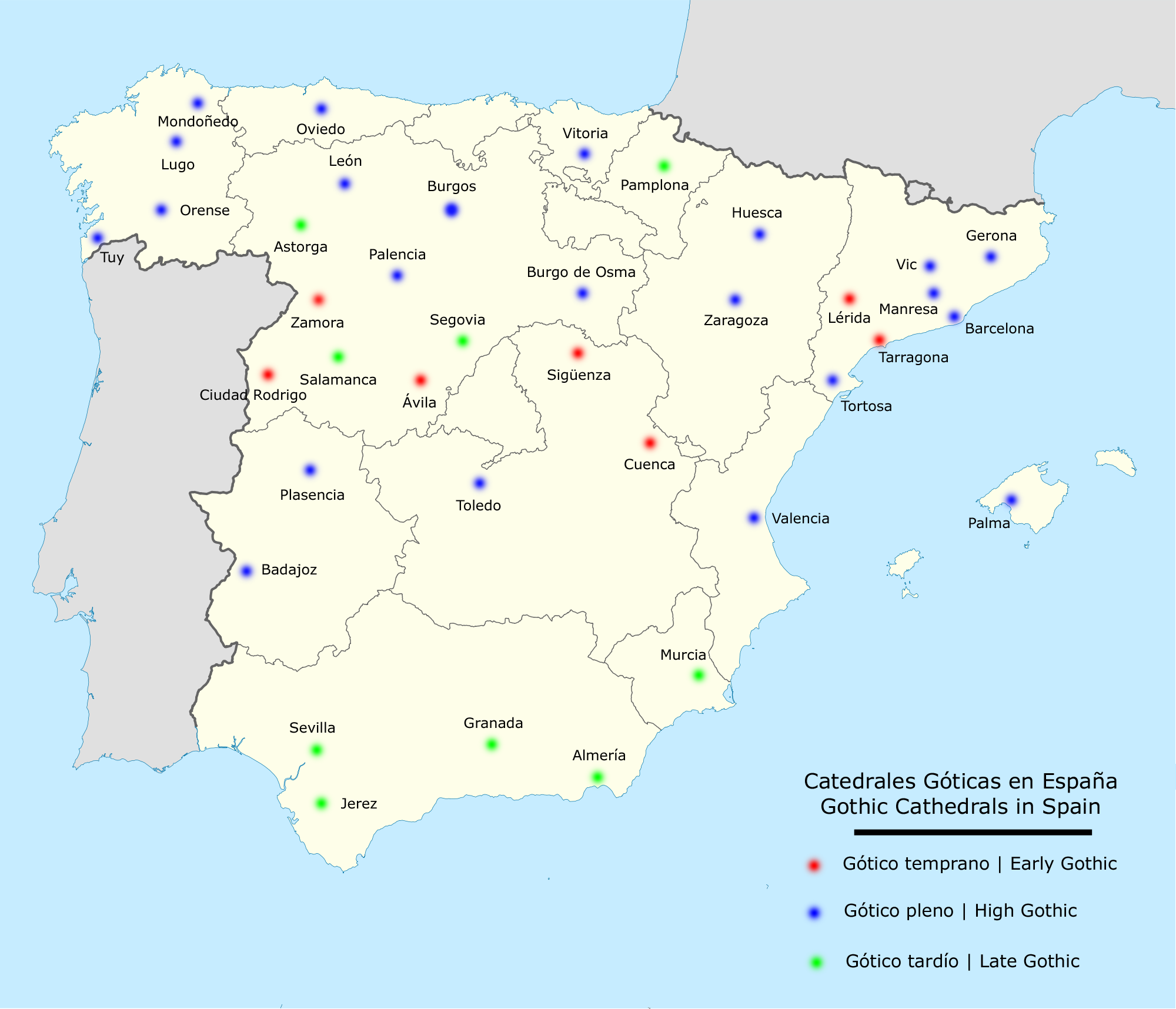
Mapa de las catedrales góticas en España (excepto Canarias, Ceuta y Melilla).

La difusión de la arquitectura gótica en España tuvo tres vías principales de influencia, la primera fue la arquitectura cisterciense que se extendió por todo el país y que antes del siglo XIII llevó a la construcción de los grandes conventos de la Orden reformada, precedentes del arte gótico.
La segunda vía fueron las relaciones mantenidas entre el Condado de Barcelona con el Languedoc y Provenza en Francia y el contacto de los obispos catalanes con los de Narbona y Montpellier. La tercera vía se produjo en Castilla y León, donde los matrimonios de varios reyes con princesas de las casas de Anjou, Borgoña y Plantagenet motivaron la introducción del gótico francés en la zona central.
La transición entre el estilo románico y el gótico se produjo de manera paulatina en España, por los recelos que despertaban las nuevas estructuras góticas, de carácter revolucionario en ese momento. El primer elemento gótico que se incorpora a la arquitectura española es la bóveda de ojiva, su aparición se efectúa hacia el año 1170, por vía de la Orden del Cister. Una manifestación de este tránsito está en el hecho de que algunos edificios se comiencen a labrar de forma gótica y posteriormente se continúan bajo esquemas románicos. La combinación de ambas formas se funden en un estilo de transición, que tiene su principal presencia en las catedrales de Tarragona comenzada en 1174, Lérida (1203), Ávila (1170) y Cuenca (1196).

## El gótico pleno delsigloXIII
La arquitectura gótica se introdujo en España a finales del siglo XII —con relativa prontitud desde su nacimiento en Francia en la reforma de la basílica de Saint-Denis (1140-1144)—, a través de los monasterios de la Orden del Císter. La península ibérica, en ese momento, estaba constituida por varios reinos cristianos —Portugal, León, Castilla, Navarra, Aragón (y Condado de Barcelona)— y la parte meridional aun bajo control de los musulmanes. La consolidación del gótico fue progresiva, combinándose en sus primeros momentos los elementos arquitectónicos románicos y góticos. La catedral de Zamora (1140-1174) fue plenamente románica, pero otras dos, Siguenza (1144-1326) y Ciudad Rodrigo (1160-siglo XIII), iniciadas con cabeceras románicas, fueron adaptándose al nuevo estilo protogótico. La catedral de Cuenca (1196-1257), también con cabecera románica, fue acabada en estilo gótico, siendo la primera catedral gótica acabada de Castilla junto con la de Ávila. El estilo de transición desde el románico tardío también se plasmó en las catedrales de Tarragona (1171-1334) y Lérida (1203-1278), entonces dependientes de la Corona de Aragón.
En 1172, el maestro de obras y escultor francés Giral Fruchel diseñó la primera catedral gótica de España en Ávila que representa una fusión de los estilos románico y gótico. Alfonso VIII, entonces rey del antiguo reino de Castilla (r. 1158-1214), quería que la planta de Ávila incorporara una doble girola y pequeñas capillas radiales. En ese momento solamente basílica de Saint-Denis tenía una girola doble. La catedral de Cuenca fue otra de las primeras góticas. Comenzada en 1196, tenía la técnica más avanzada de la época y seguía las formas del dominio real francés de la Île de France con evidentes influencias normandas, que se manifiestan en el empleo de bóvedas sexpartidas.
El siglo XIII, tras la batalla de las Navas de Tolosa (1212) y el fin de la amenaza almohade, fue un momento de estabilidad y prosperidad económica que vio la construcción de grandes fábricas. El alcanzó una amplia difusión por todo el país a través de la ruta de peregrinación del Camino de Santiago manteniéndose fiel a los modelos franceses asumiendo sus innovaciones sin apenas fusionarse con las formas tradicionales españolas. En la Meseta estaban presentes dos influencias: la borgoñona, en el Reino de León, debido al matrimonio de Alfonso VI con Constanza de Borgoña; y la inglesa, en el Reino de Castilla, llegada a través de la alianza matrimonial de los reyes castellanos con la Casa de Lancaster (Juan de Gante y Catalina de Lancáster).
Con la llegada a Castilla de las formas clásicas que habían triunfado en las catedrales francesas —Chartres, Reims, Amiens, Bourges y Le Mans—, que se caracterizaban por un importante desnivel entre sus naves, comenzó la etapa considerada clásica del gótico, con las grandes catedrales de Burgos, Toledo y León. Las catedrales de Burgos y Toledo, inspiraradas en Bourges, comenzaron al mismo tiempo y sus dos promotores eran amigos y apoyaban la política de Fernando III (r. 1199-1252). Toledo se construyó más lentamente porque se pensó con criterios más ambiciosos al ser la iglesia del primado de España. La reducción efectuada en Burgos, respecto del modelo de Bourges (tres naves, deambulatorio simple y transepto de una nave), contrasta con la ampliación tipológica de Toledo, con cinco naves, doble deambulatorio y transepto de tres naves.
La Catedral de Burgos se comenzó en 1221 y al igual que Toledo, sufrió muchas modificaciones desde su construcción inicial, aunque todavía se considera el mejor ejemplo del alto gótico español. En principio tenía tres naves con transepto único y cinco capillas en cabecera. El segundo arquitecto dispuso una girola, con deambulatorio y cinco capillas. Del siglo XIII hay tres partes esenciales: la cabecera, finalizada en 1230; luego el transepto y la nave, terminados en 1260, con algunas diferencias de estilo respecto a la anterior; por último las ambiciosas ampliaciones del final del XIII, con las fachadas, las torres y la girola con diferencias de estilo acusadas sobre lo anterior. Las esbeltas agujas de las torres se añadieron en el siglo XV y el cimborrio del crucero es del siglo XVI. Las agujas de piedra de las torres, con gran riqueza de calados en gótico flamígero, fueron construidas por Hans von Köln (Juan de Colonia), y son similares a las terminaciones de las torres del gótico tardío del sur de Alemania. Esta catedral ya incorpora arbotantes, ventanas en el triforio, arcos de medio punto y un rosetón. Además, el coro de la catedral burgalesa se dispuso en el centro de la nave, una ubicación singular ya que la mayoría de las catedrales góticas disponían en ese época el coro entre la nave y el altar.
En 1227, el arzobispo Rodrigo Jiménez de Rada inició también en estilo gótico la reconstrucción de la catedral de Toledo, derribando la mezquita, que estaba en estado de ruina y que a su vez se había construido sobre un templo cristiano visigodo. Toledo es una catedral gótica monumental —mide 120 m de longitud por 59 m de ancho— que representa la mejor experimentación gótica en España. Consta de cinco naves escalonadas más crucero y doble girola. Las dos naves externas presentan una anomalía al ser algo más anchas que las otras dos. Una de las características más significativas de la catedral toledana, y caso singular de la arquitectura gótica europea, es la forma de resolver la bóveda del deambulatorio, que pasa de cubrir 5 arcos en la zona interior a 17 en el muro exterior. La multiplicación de las bóvedas hacia el exterior se resolvió según el modelo de Le Mans, correspondiendo a cada columna interior dos exteriores. En Toledo los dos deambulatorios se bifurcan dos veces. Por último señalar el uso de varias formas decorativas de inspiración islámica, dando lugar a un estilo gótico español particular y único, siendo esta catedral toledana una de las primeras en mostrarlo. Otras características propias de Toledo son las grandes puertas de bronce que conforman el portal central del edificio y una elaborada mampostería realizada con mármol de diferentes tonalidades.
La catedral de León, que se inició hacia 1205, pero que problemas en los cimientos paralizaron hasta 1255, fue una nueva catedral enteramente gótica construida con el apoyo del rey Alfonso X el Sabio (r. 1252-1284). Fue obra del maestro Enrique (tal vez natural de Francia y que ya había trabajado como segundo arquitecto en la catedral de Burgos), inspirado en la planta de la catedral de Reims que bien pudo haber conocido. Enrique falleció en 1277, siendo sustituido por el español Juan Pérez y en 1289 la cabecera ya estaba abierta al culto. La estructura fundamental de la catedral se finaliza pronto, en 1302, abriendo el obispo Gonzalo Osorio la totalidad de la iglesia a los fieles, aunque la torre sur no se terminó de construir hasta el siglo XV. Esta prontitud en las obras le da una gran unidad estilistica. Las dimensiones son un poco más reducidas que las gigantescas catedrales de Burgos y Toledo, pues la diócesis tenía menos recursos, sin embargo sus afiladas torres y ligeras decoraciones exteriores la hacen parecer más grande e imponente. La catedral leonesa se precia de alcanzar el summum lumínico de todas las catedrales, ya que los muros góticos facilitaban la disposición de grandes ventanales con extensas vidrieras policromadas. En España, en León empieza realmente el desarrollo de este arte y sus numerosas vidrieras, que se han atribuido a un taller hispano-francés, pueden parangonarse con las de Chartres, Reims o Amiens.

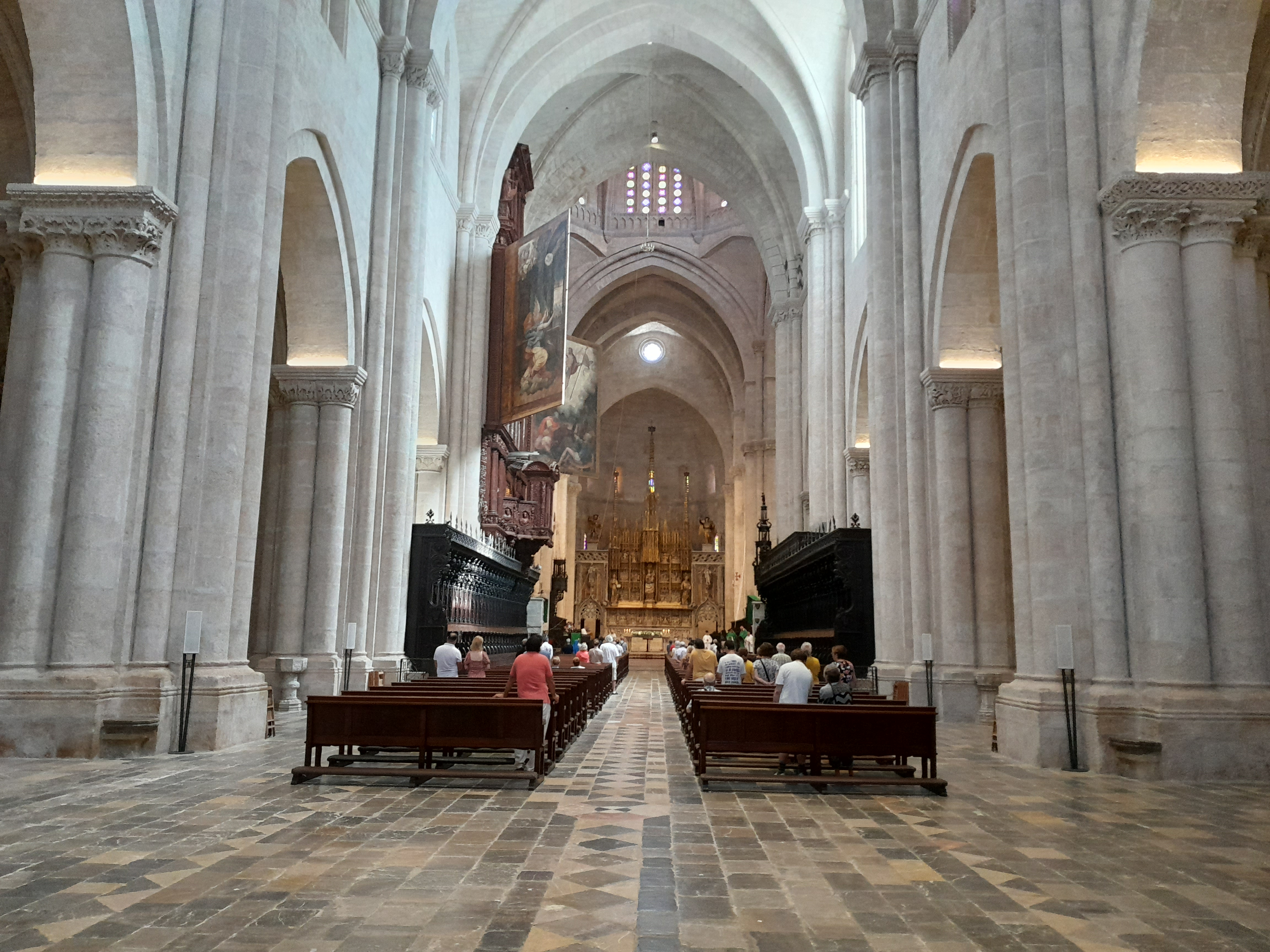
Interior de la catedral de Tarragona, transición románico-gótico
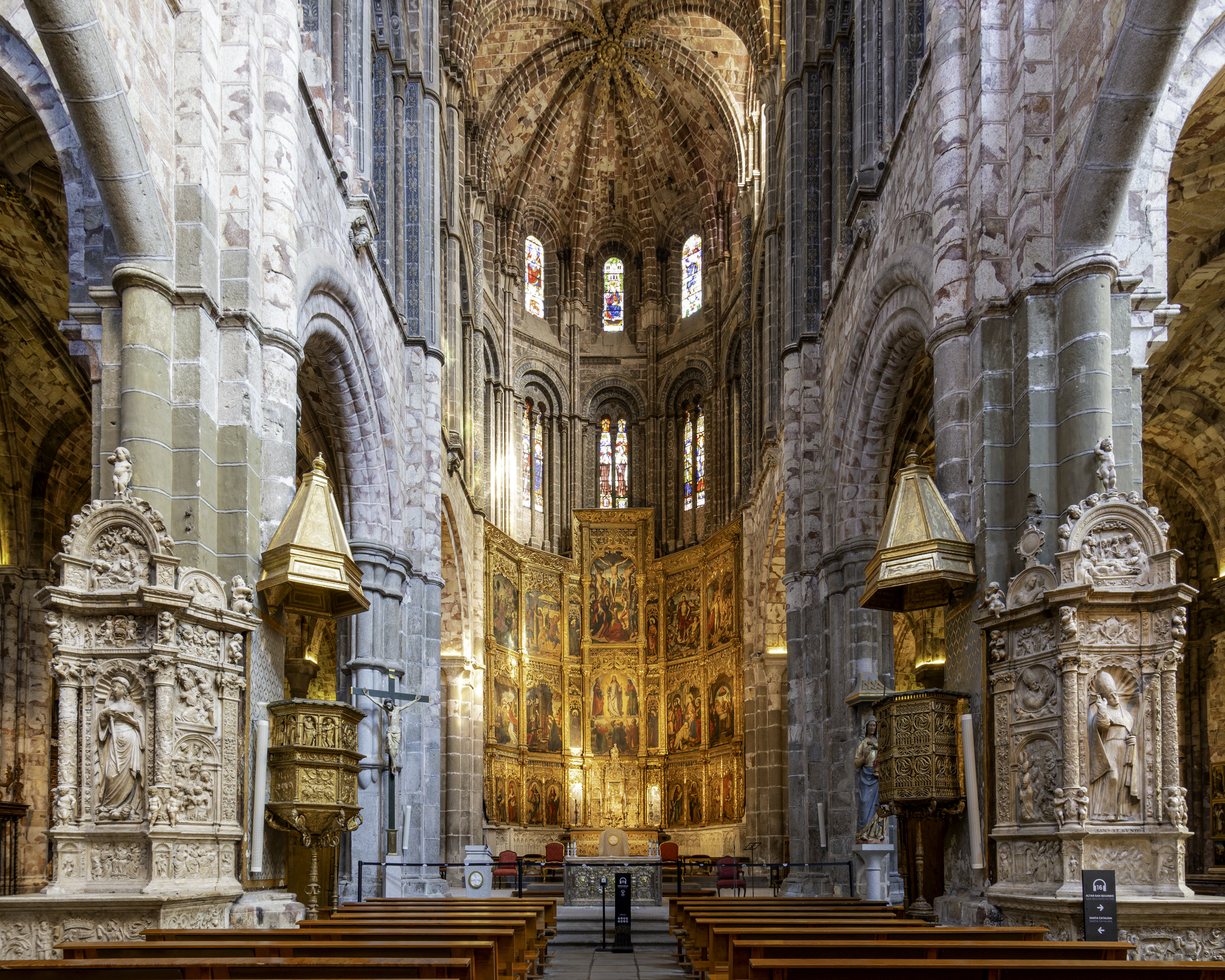
Interior de la catedral de Ávila, primero catedral gótica en España
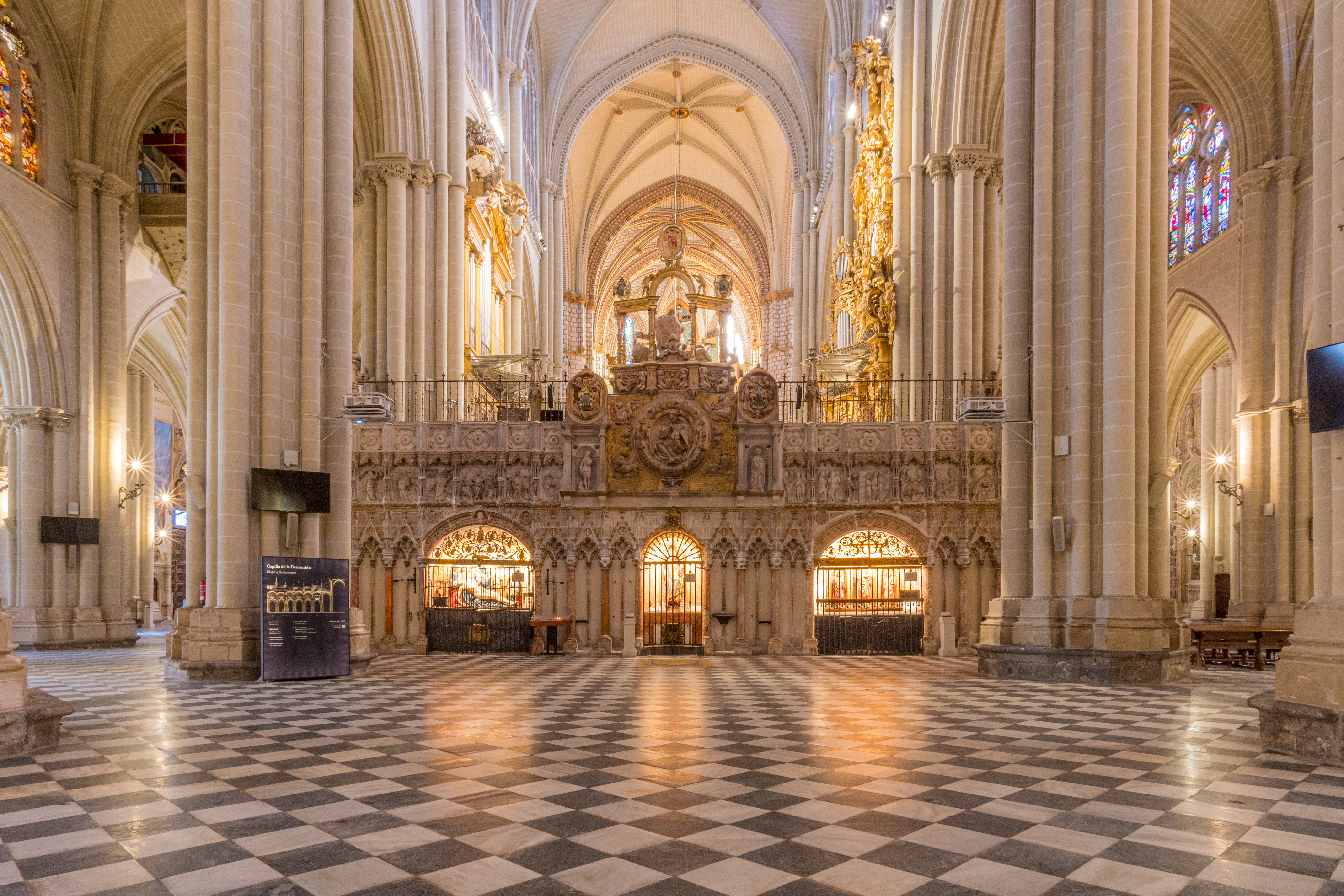
Interior de la catedral de Toledo
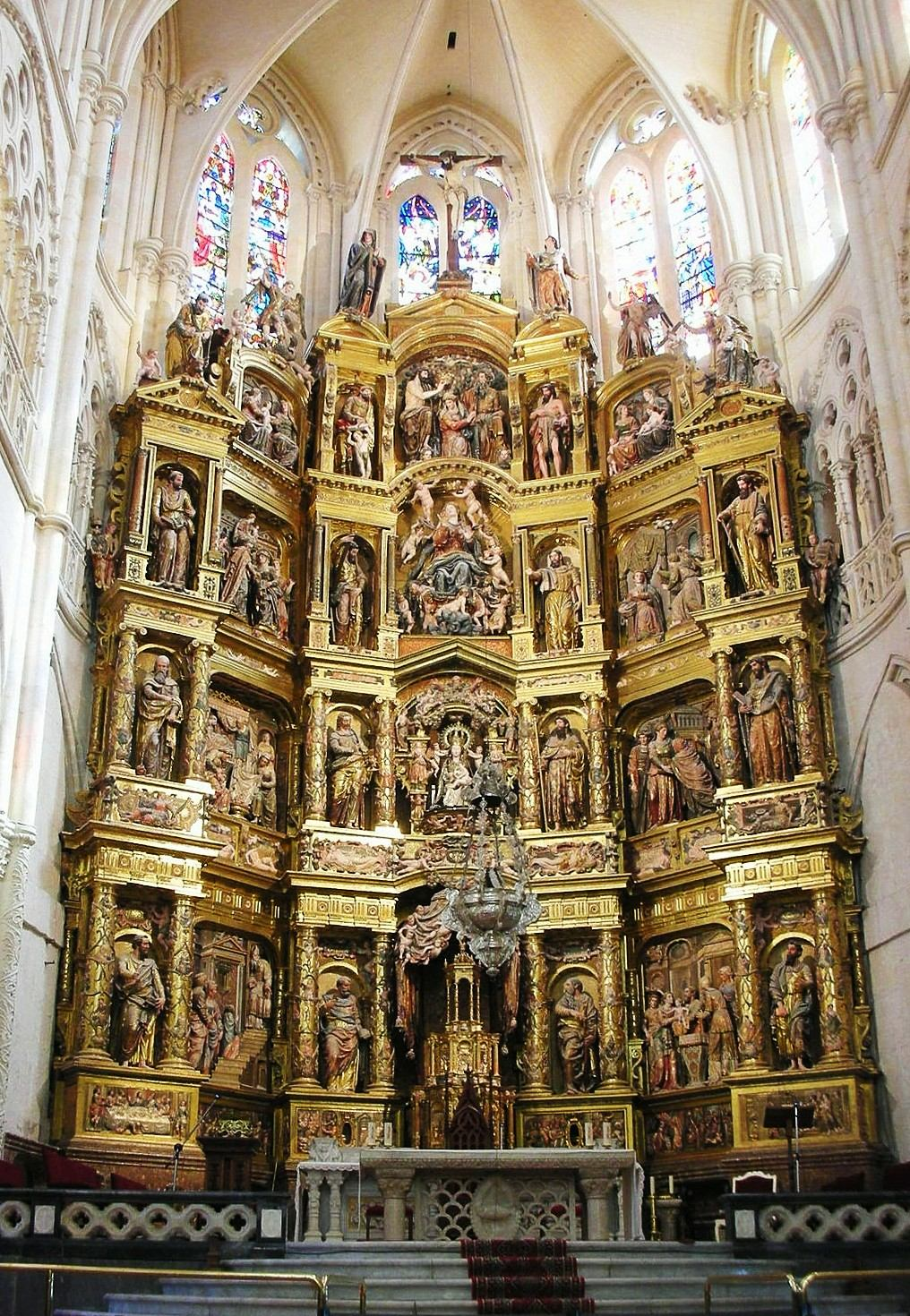
Retablo mayor de la catedral de Burgos
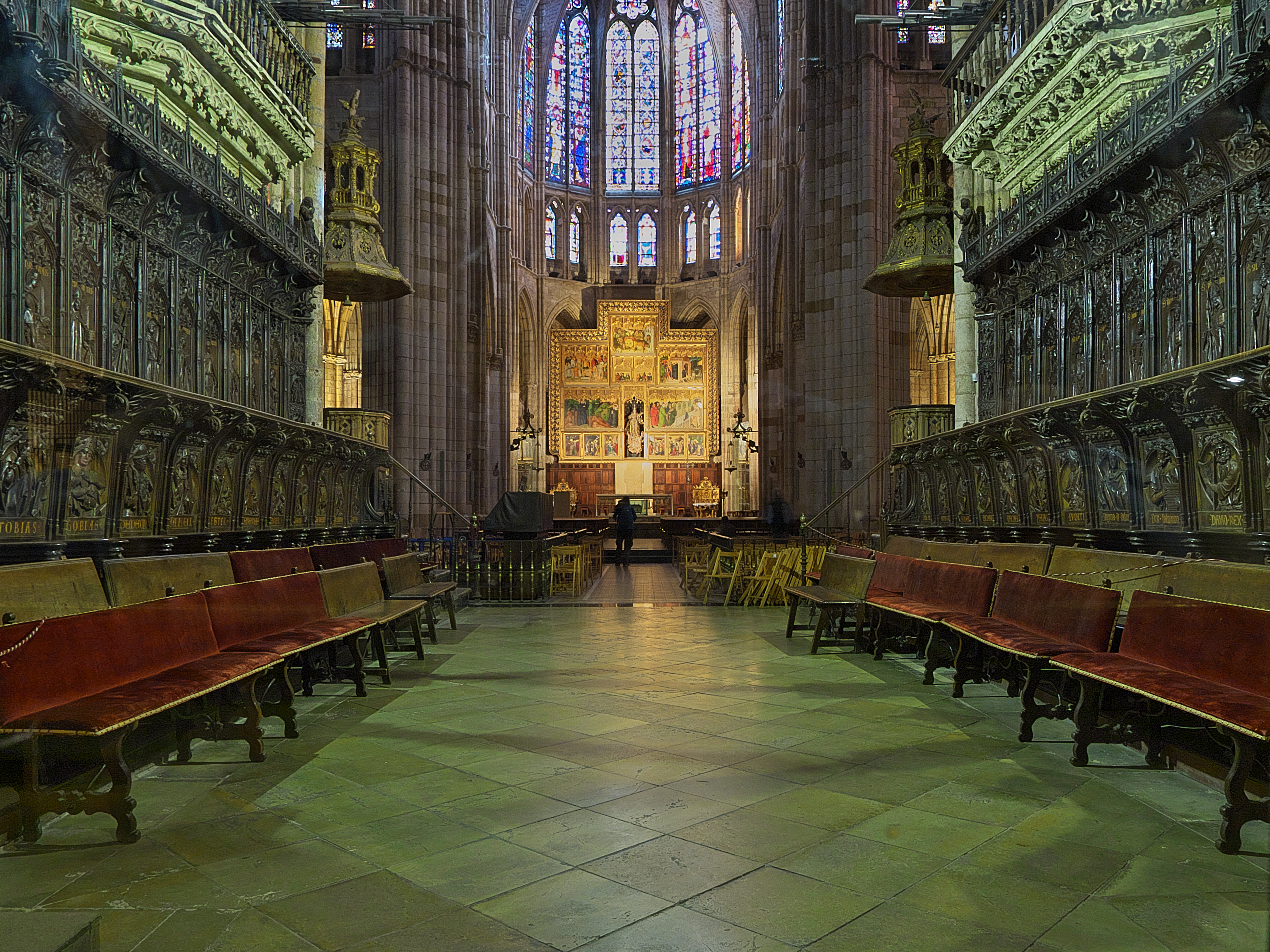
Nave central de la catedral de León

Plantas de las tres grandes catedrales góticas de España
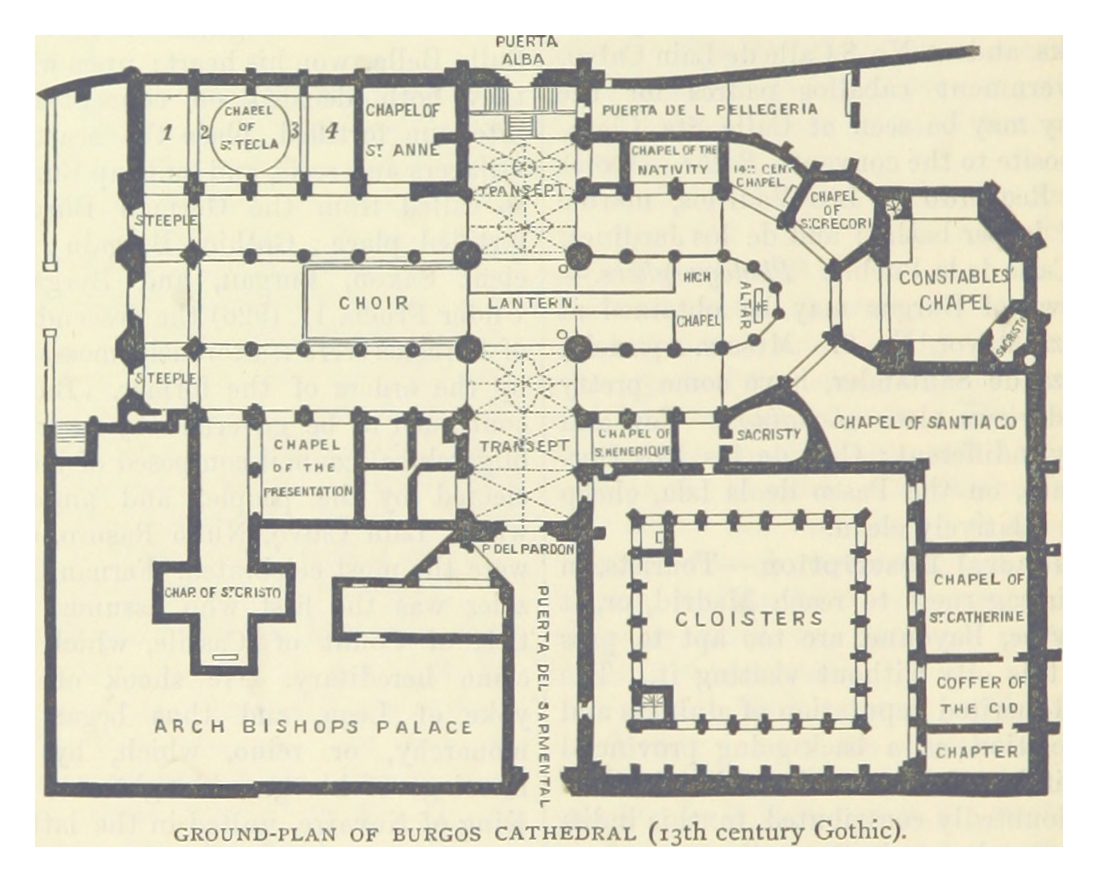
Catedral de Burgos (1221-1260)
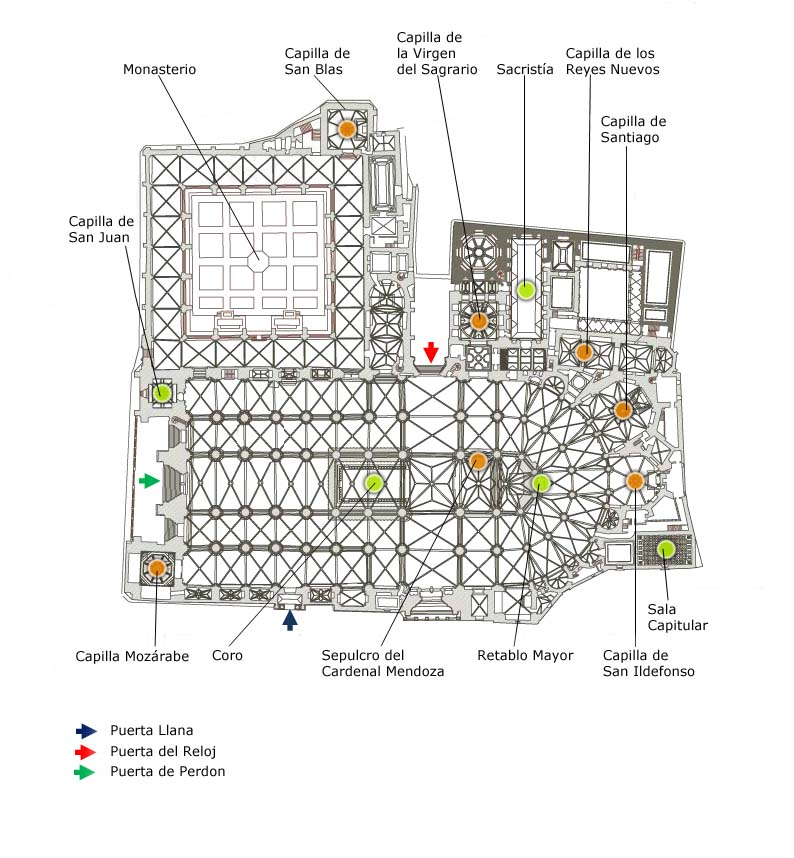
Catedral de Toledo (1226-1493)
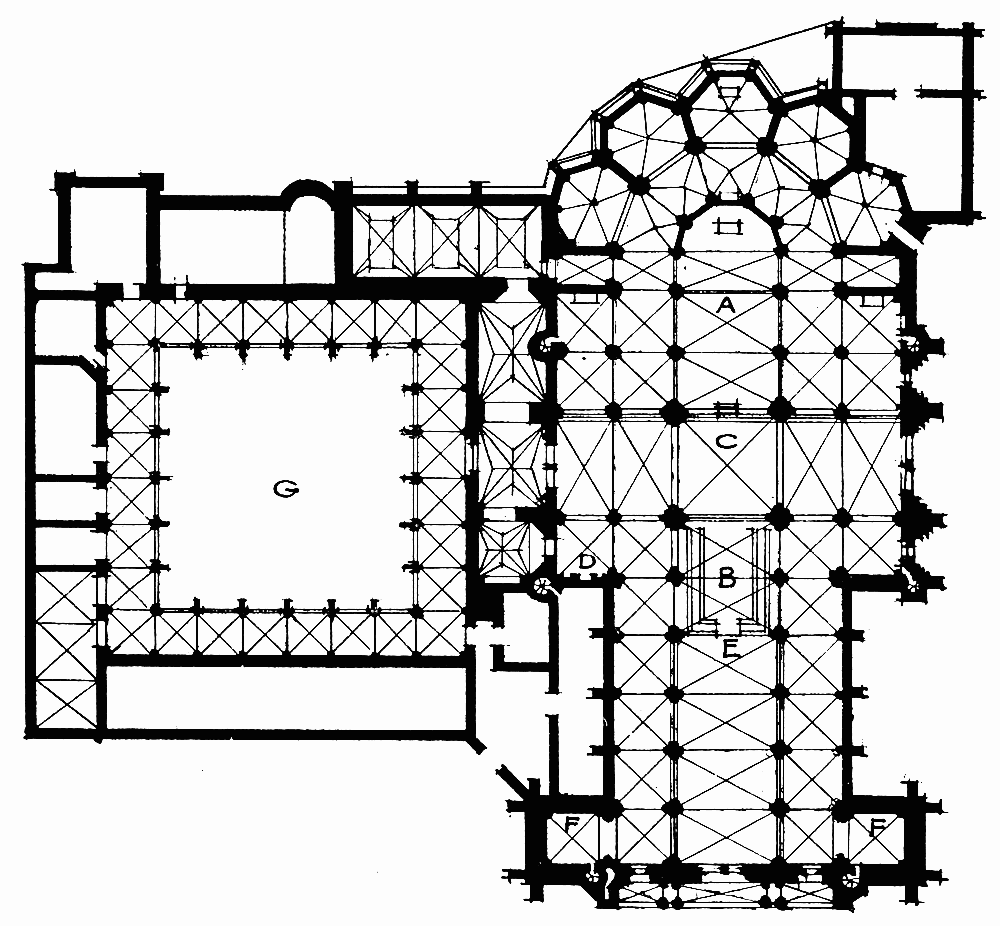
Catedral de León (1255-1302)

### Catedral de Burgos

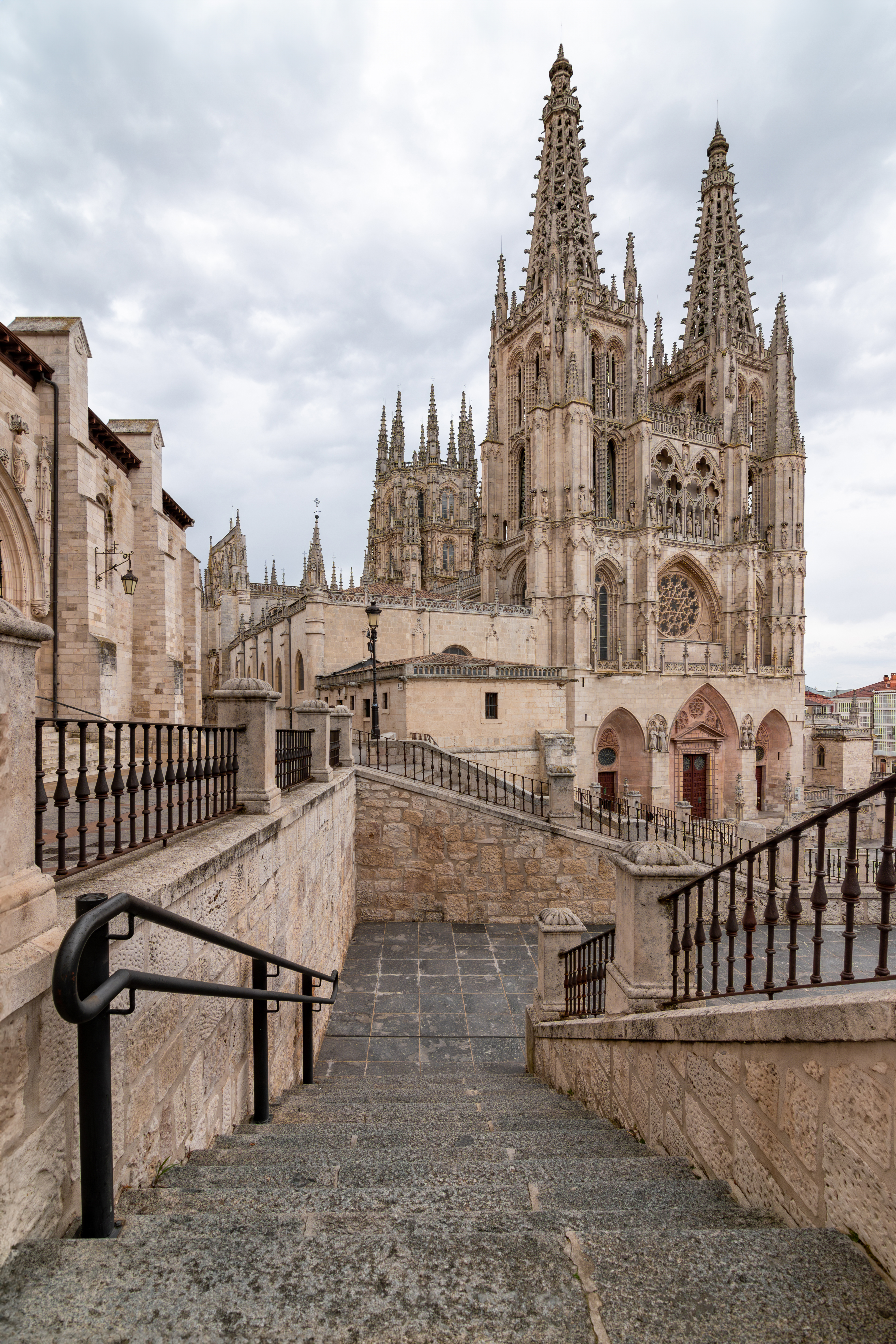
Fachada de Santa María y cimborrio

La primera piedra de la catedral se colocó el 20 de julio de 1221 en presencia de los promotores del templo: el rey Fernando III de Castilla y el obispo Mauricio. Cabe suponer que el primer maestro de obras fue un anónimo arquitecto francés.
La construcción de la catedral se inició por la cabecera y el presbiterio. Hacia 1240 asumió la dirección de las obras el llamado Maestro Enrique, también de origen francés, que después se haría cargo del proyecto de la catedral de León y que sin duda se inspiró en la catedral de Reims, con cuya fachada el hastial de la seo burgalesa guarda grandes semejanzas. Las obras avanzaron con gran rapidez y hacia 1238, año de la muerte del prelado fundador, sepultado en el presbiterio, ya estaban casi terminadas la cabecera y buena parte del crucero y las naves. La consagración del templo tuvo lugar en 1260, aunque constan la realización de celebraciones religiosas en él desde 1230.
Entre la segunda mitad del siglo XIII y principios del XIV se completaron las capillas de las naves laterales y se construyó un nuevo claustro. Al maestro Enrique, fallecido en 1277, le tomó el relevo el maestro Johan Pérez. Otros canteros posteriores fueron Aparicio Pérez, activo en 1327, Pedro Sánchez de Molina y Martín Fernández, fallecidos respectivamente en 1396 y 1418.
A mediados del siglo XV, sobre las torres, Juan de Colonia elevó sendas agujas de base octogonal, decoradas con finos calados que configuraron definitivamente la silueta del templo burgalés. También fue añadida tardíamente la capilla del Condestable, obra de Simón de Colonia.
La catedral es un edificio de tres naves y girola simple. El interior es difícil de apreciar por la presencia de un coro de grandes dimensiones dispuesto en el centro de la nave, una ubicación singular ya que la mayoría de las catedrales góticas disponían en ese época el coro entre la nave y el altar.

Vistas de la Catedral de Burgos
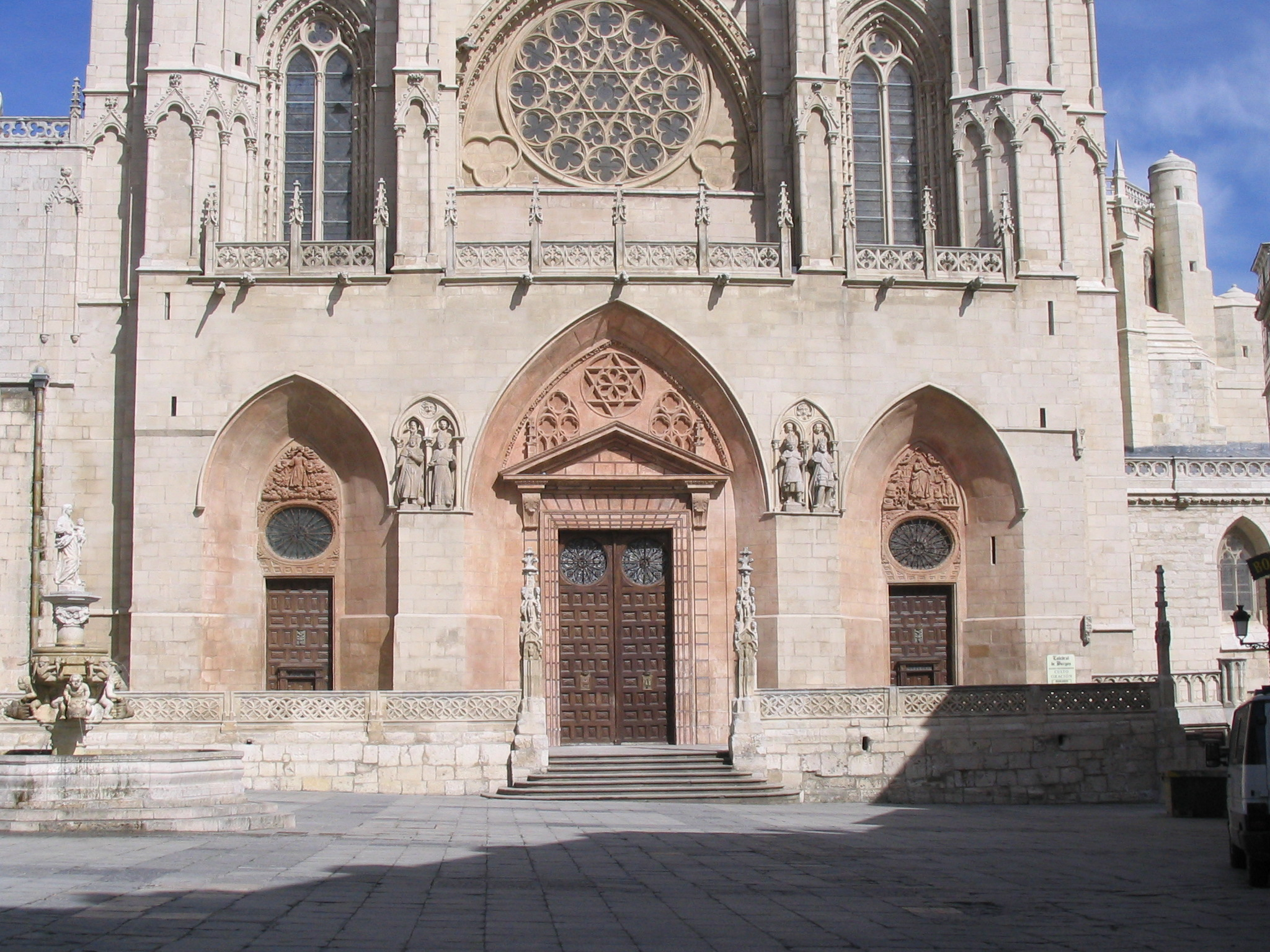
Fachada de Santa María, cuerpo central
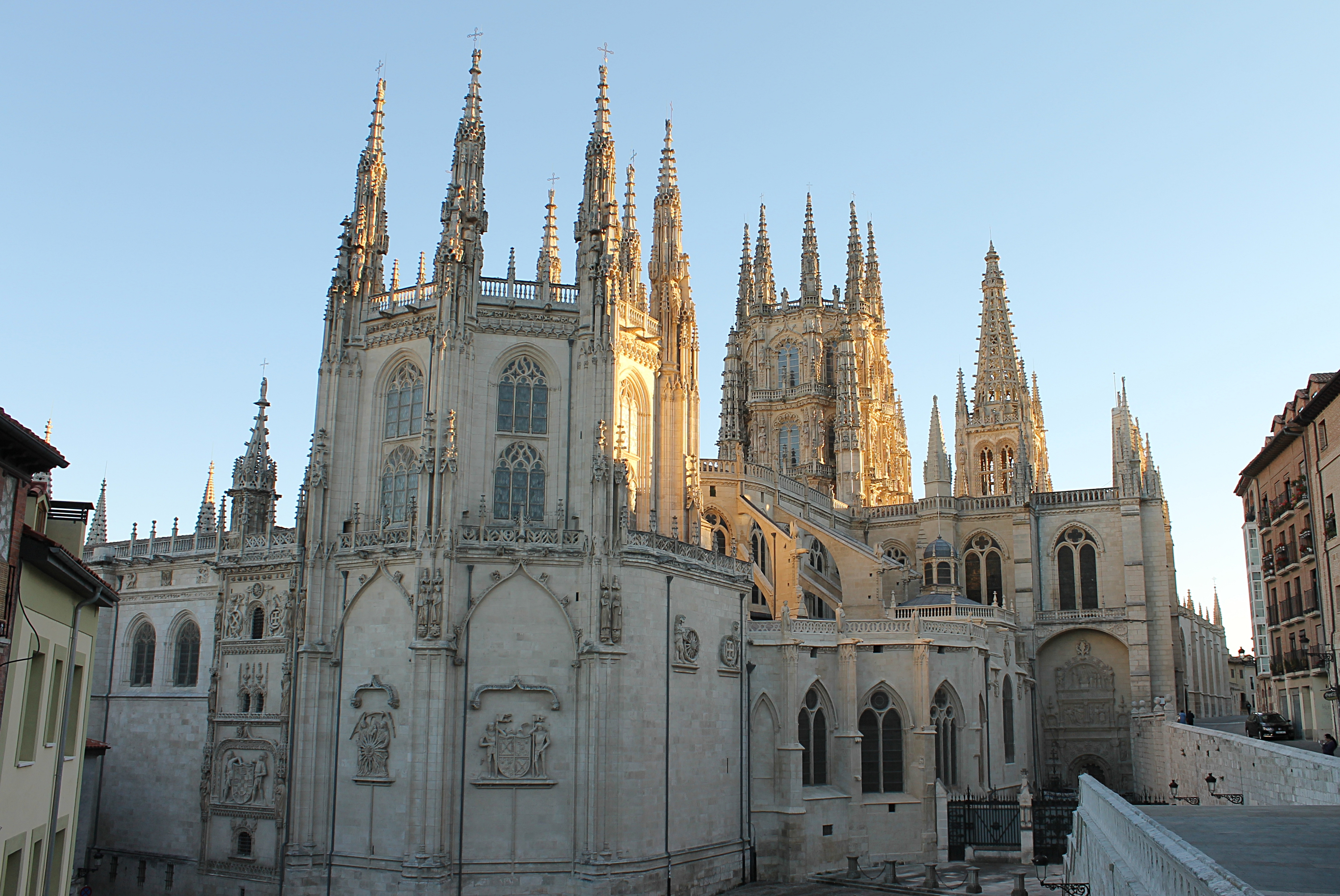
Exterior, con la gran capilla del Condestable en primer plano, el cimborrio detrás y al fondo una de las torres
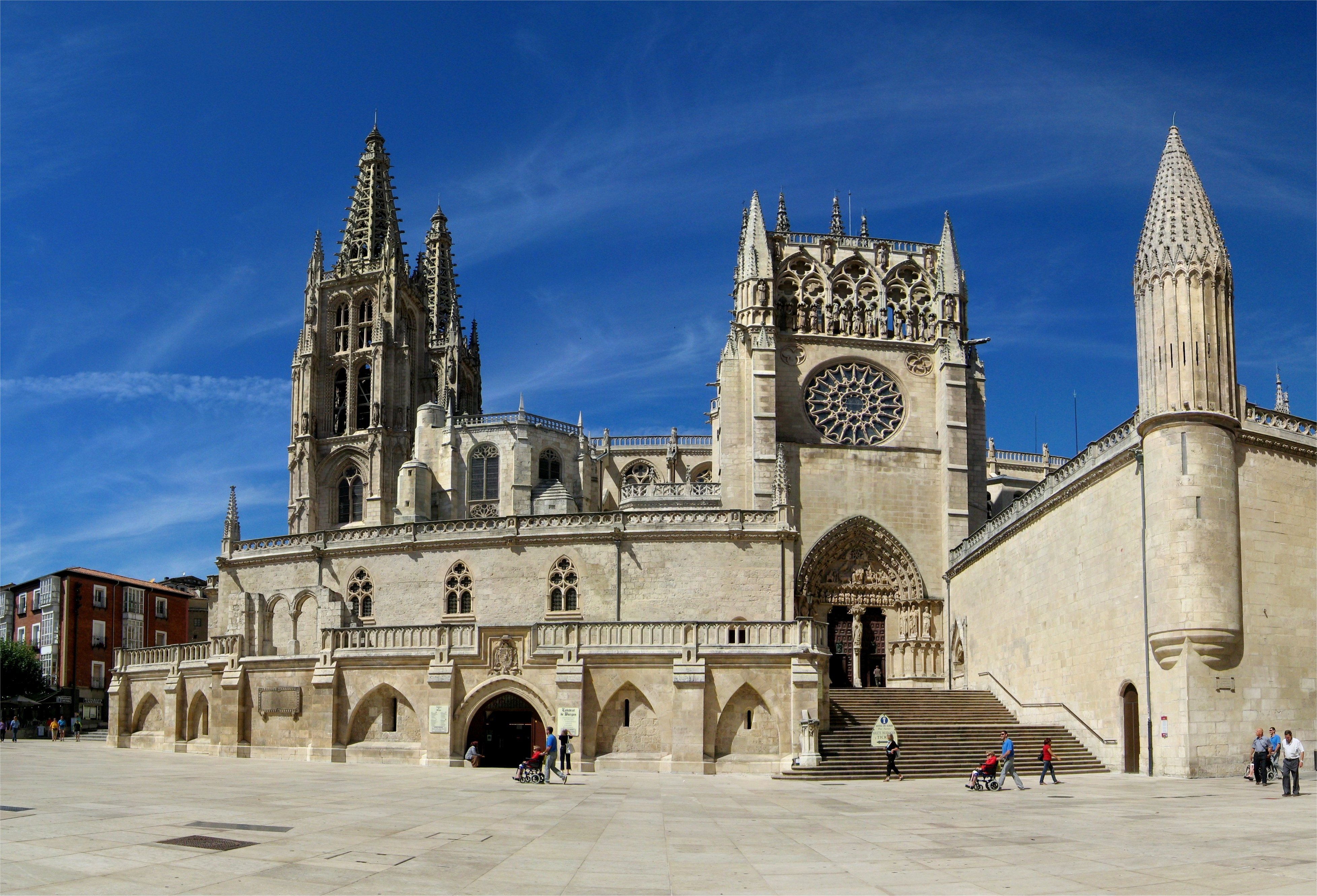
Fachada del Sarmental
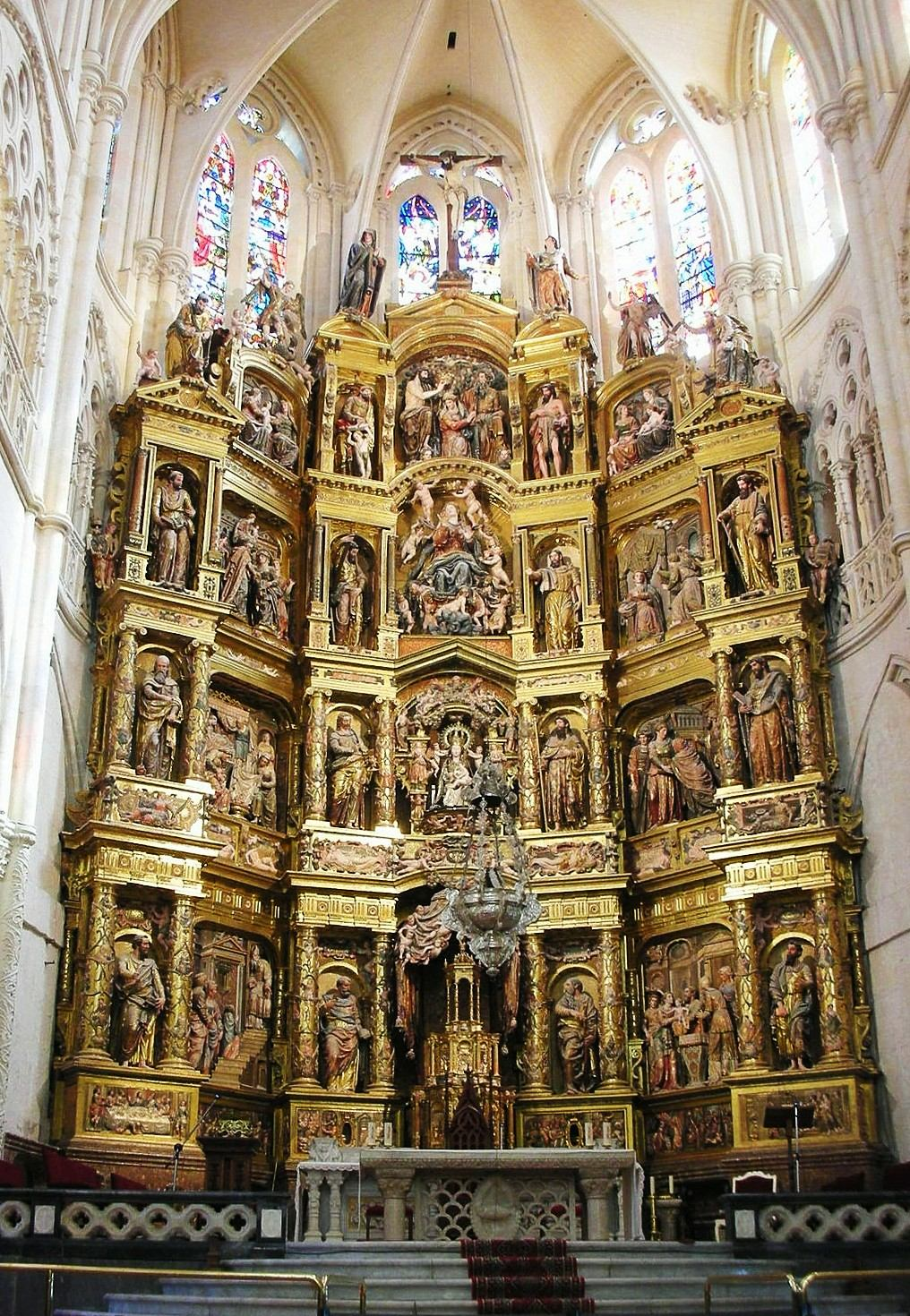
Retablo de la capilla Mayor
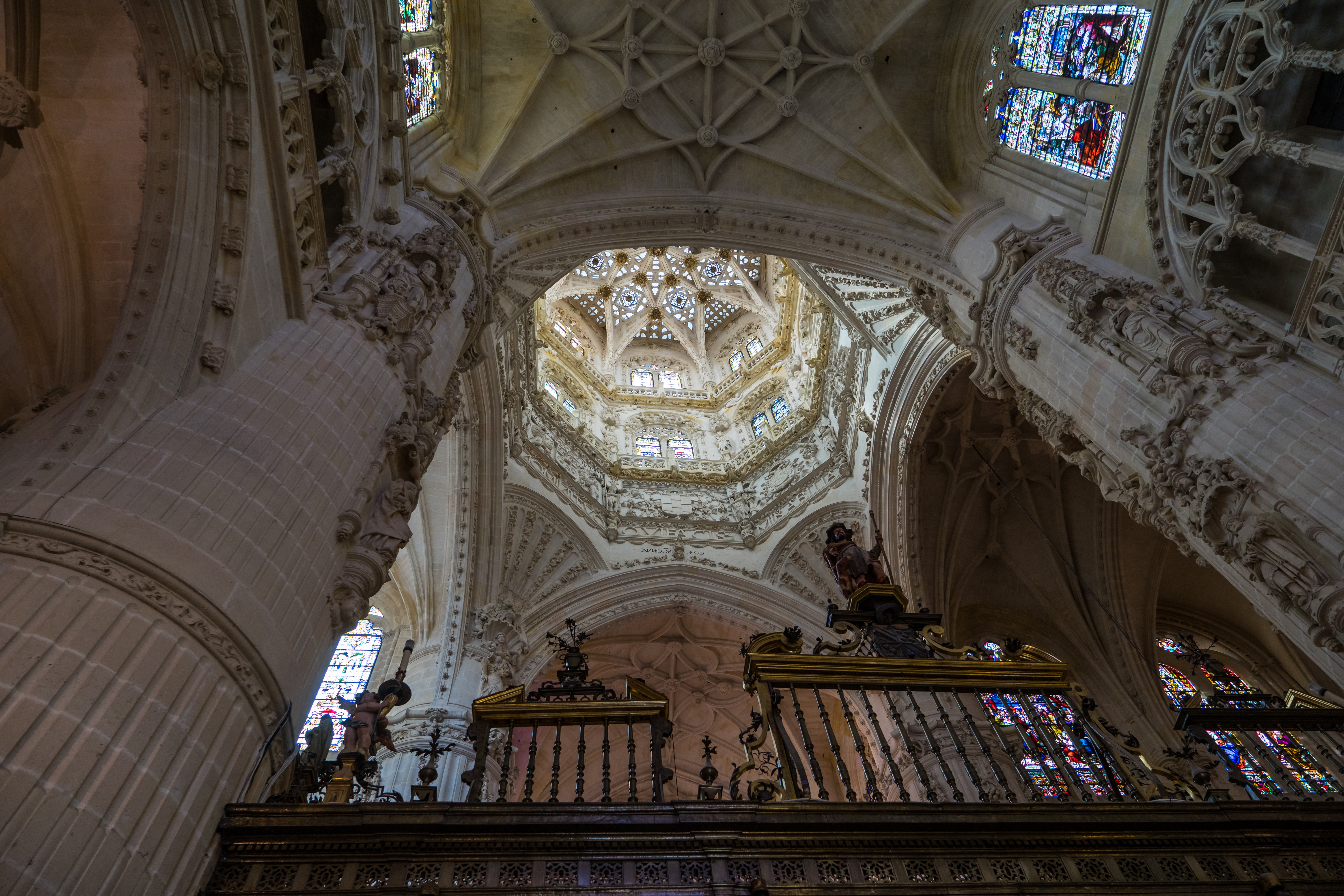
Vista interior del cimborrio sobre el crucero (s. xvi)

### Catedral de Toledo

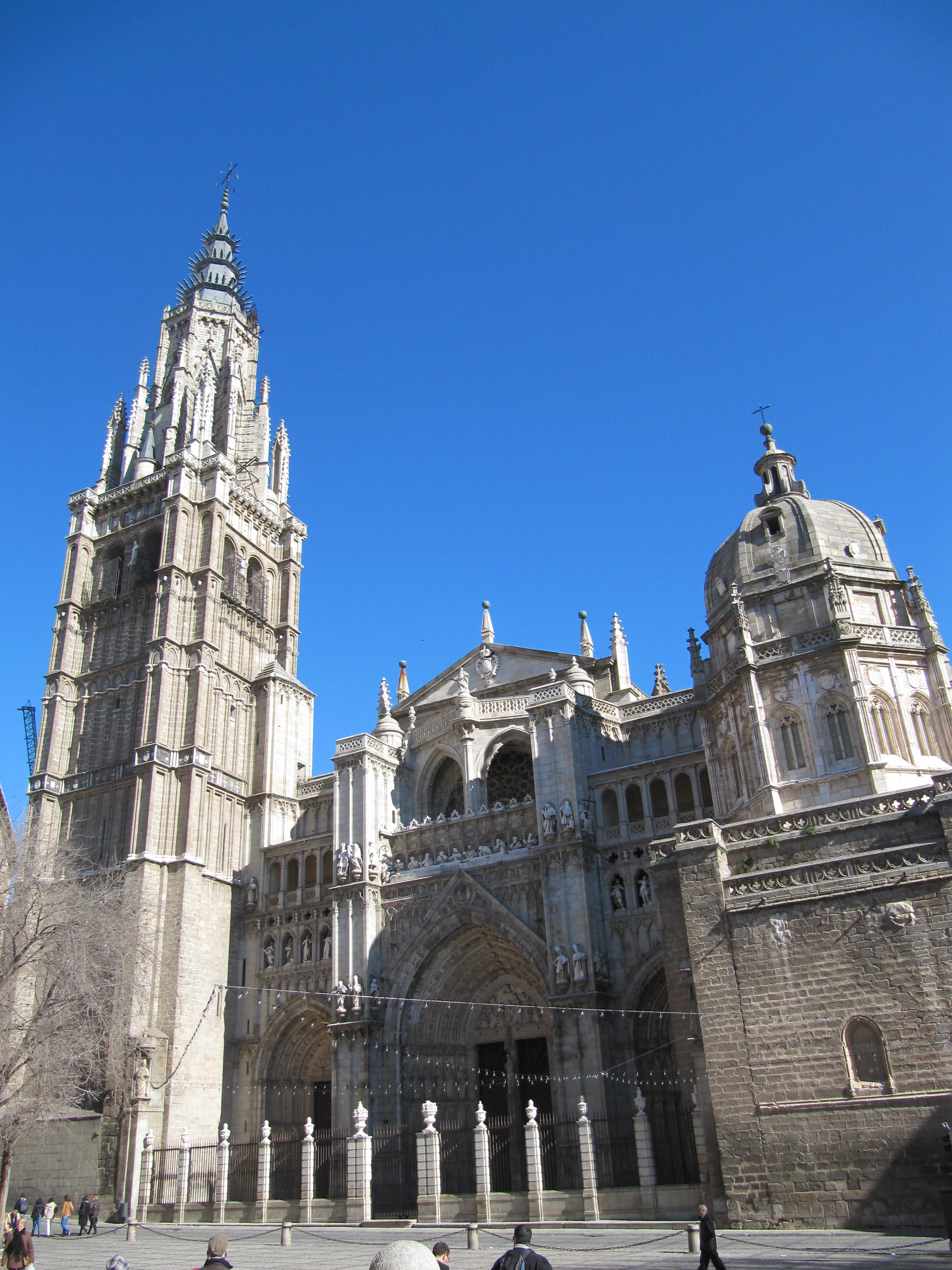
Vista de la catedral de Toledo

El edificio de la catedral es obra del siglo XIII, la primera piedra se colocó el 14 de agosto de 1226, también con asistencia del rey Fernando III y del arzobispo de Toledo, Rodrigo Ximénez de Rada, quien desde el principio de su mandato, en 1209, defendió ante el Papa, la primacía de la sede toledana. En su mente figuraba la construcción de una gran catedral digna de esta ciudad que gobernaba. Ximénez de Rada fue el entusiasta promotor de la nueva catedral. Hacia mediados del siglo se produce un cambio en las obras, con la llegada del maestro Petrus Petri, quien según su lápida funeraria se le considera como el verdadero creador de la catedral. La construcción de esta catedral tiene una importancia fundamental por el mantenimiento de una tradición que ha de influir en una de las características más distintivas de la arquitectura gótica española. El templo presenta cinco naves de alturas escalonadas, que distribuyen su empuje y girola doble.
La parte más antigua del templo es la cabecera que mantiene en su arquitectura los triforios originales. En la cabecera se encuentra la girola doble como corresponde a una planta de cinco naves. Esta doble girola es de grandes proporciones, los tramos de la girola correspondientes a las distintas capillas se estructuran con plantas alternativas de rectángulos y triángulos, lo que hizo que cada capilla fuera de distinto tamaño, mayores la de carácter rectangular y más pequeñas las triangulares. Este modo de estructuración de la cabecera se puede ver en las catedrales francesas de Notre Dame en París, Bourges y Le Mans, siendo esta última la más parecida. Las bóvedas de las naves son cuatripartitas excepto en el crucero y capilla mayor. en que se refuerzan con terceletes.

Vistas de la Catedral de Toledo
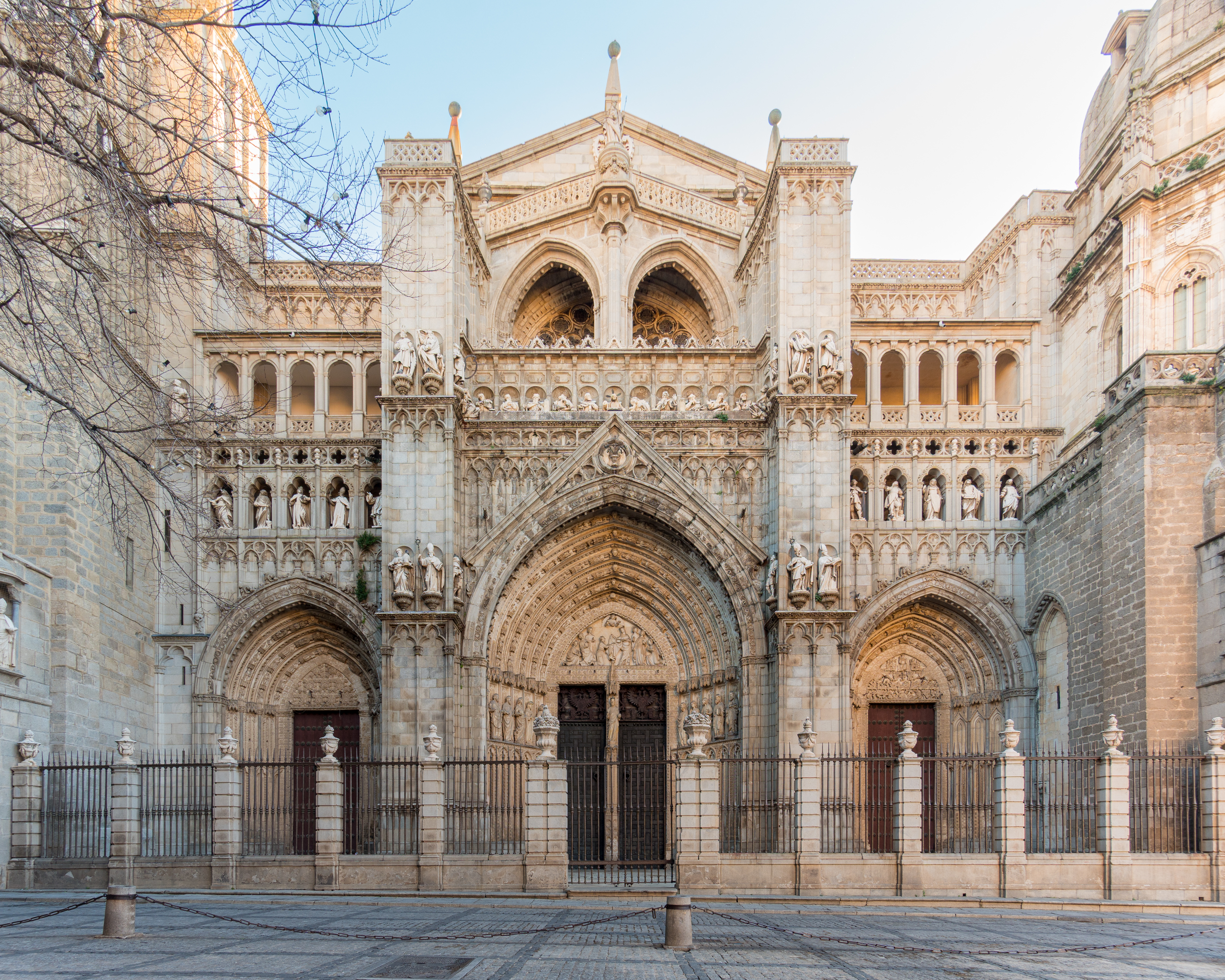
Puerta del Perdón
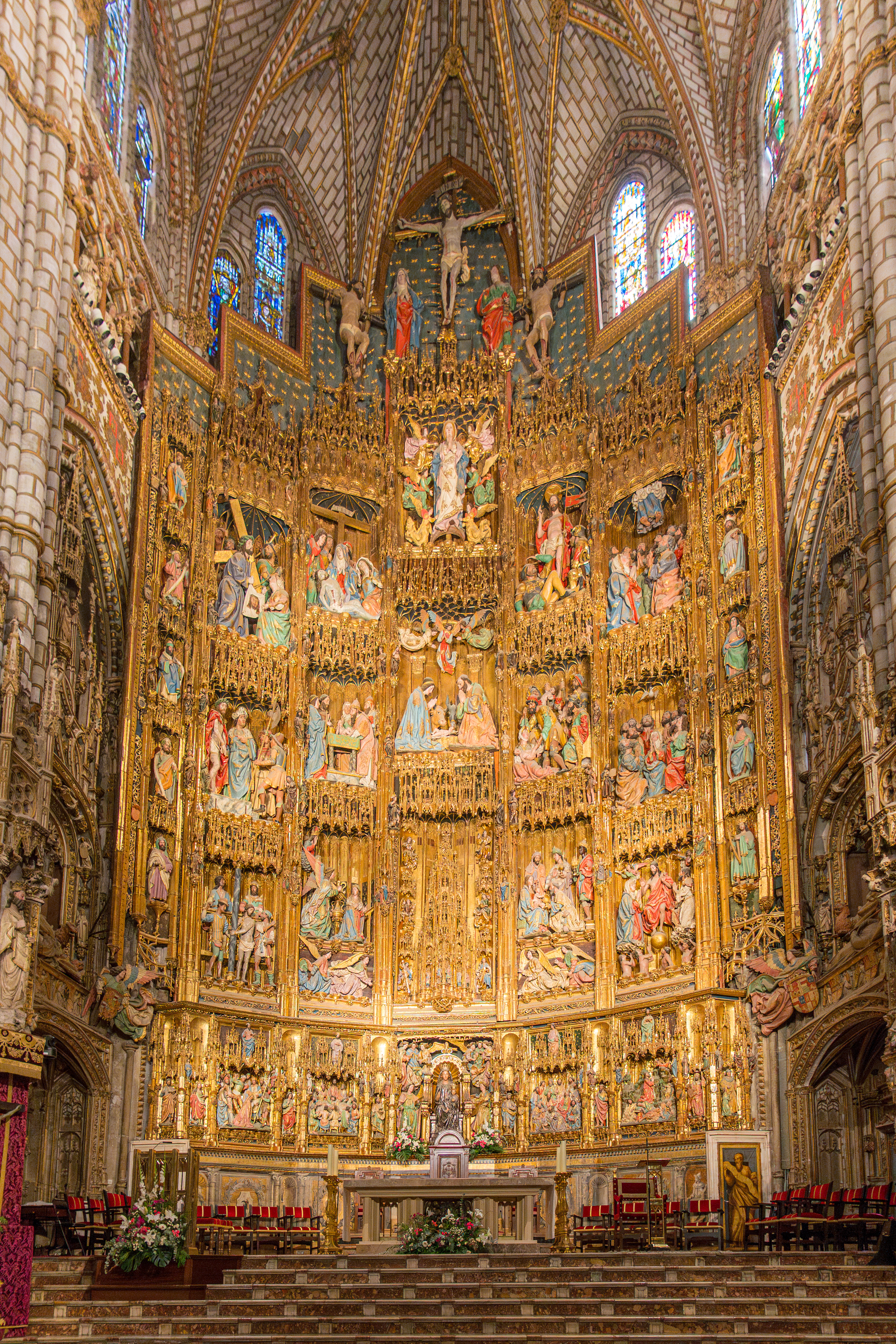
Retablo de la catedral de Toledo
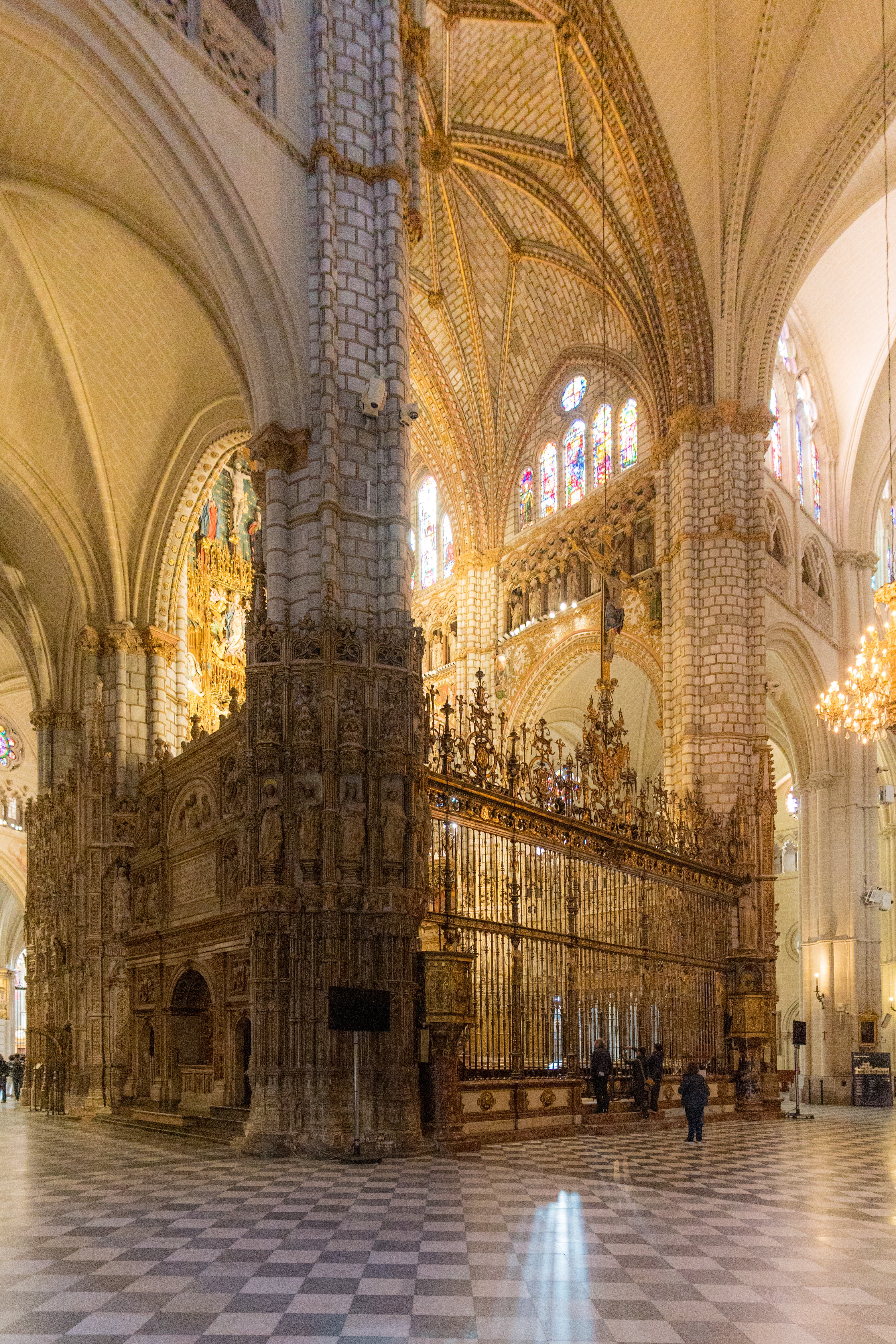
Capilla Mayor
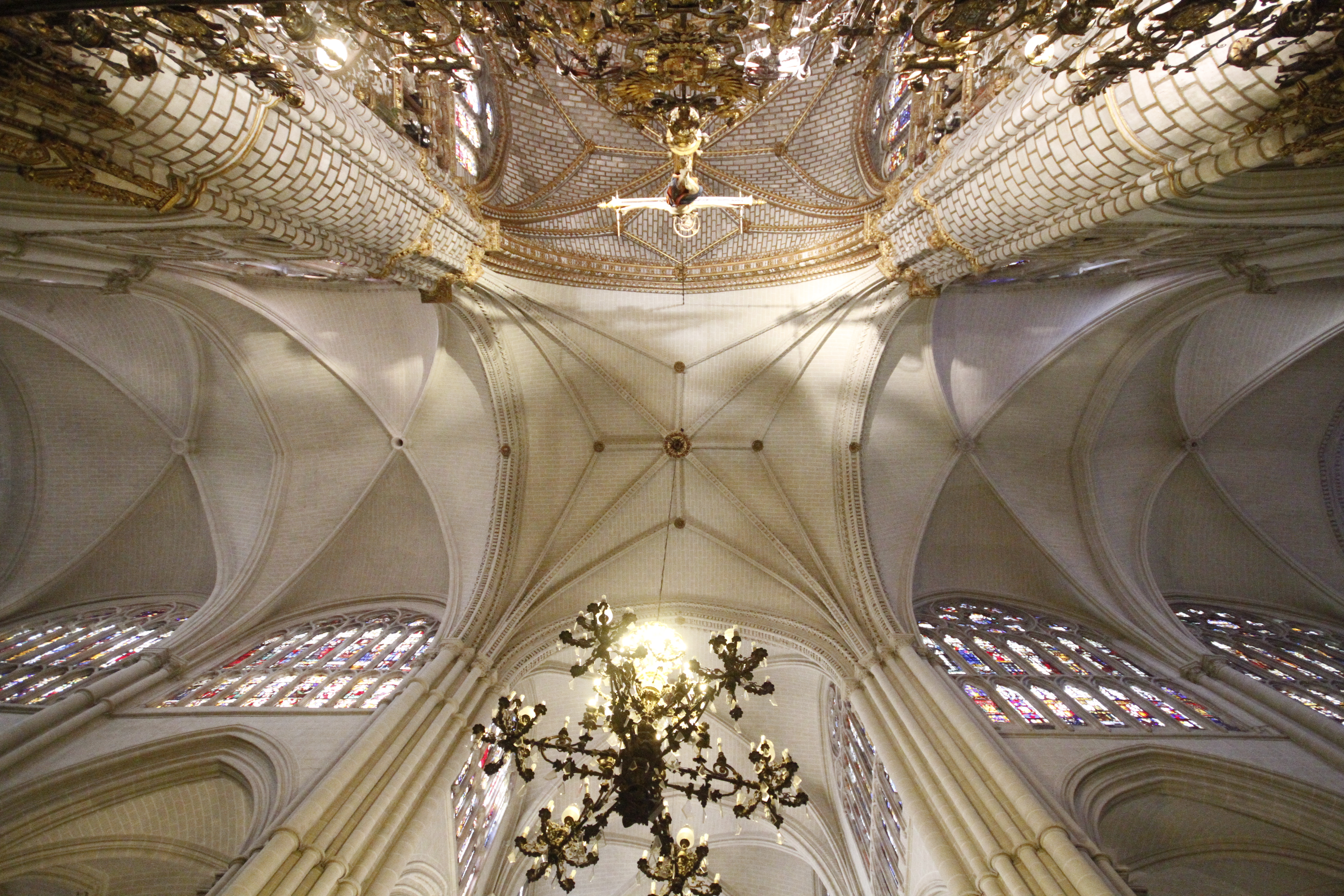
Bóvedas de la catedral de Toledo

### Catedral de León

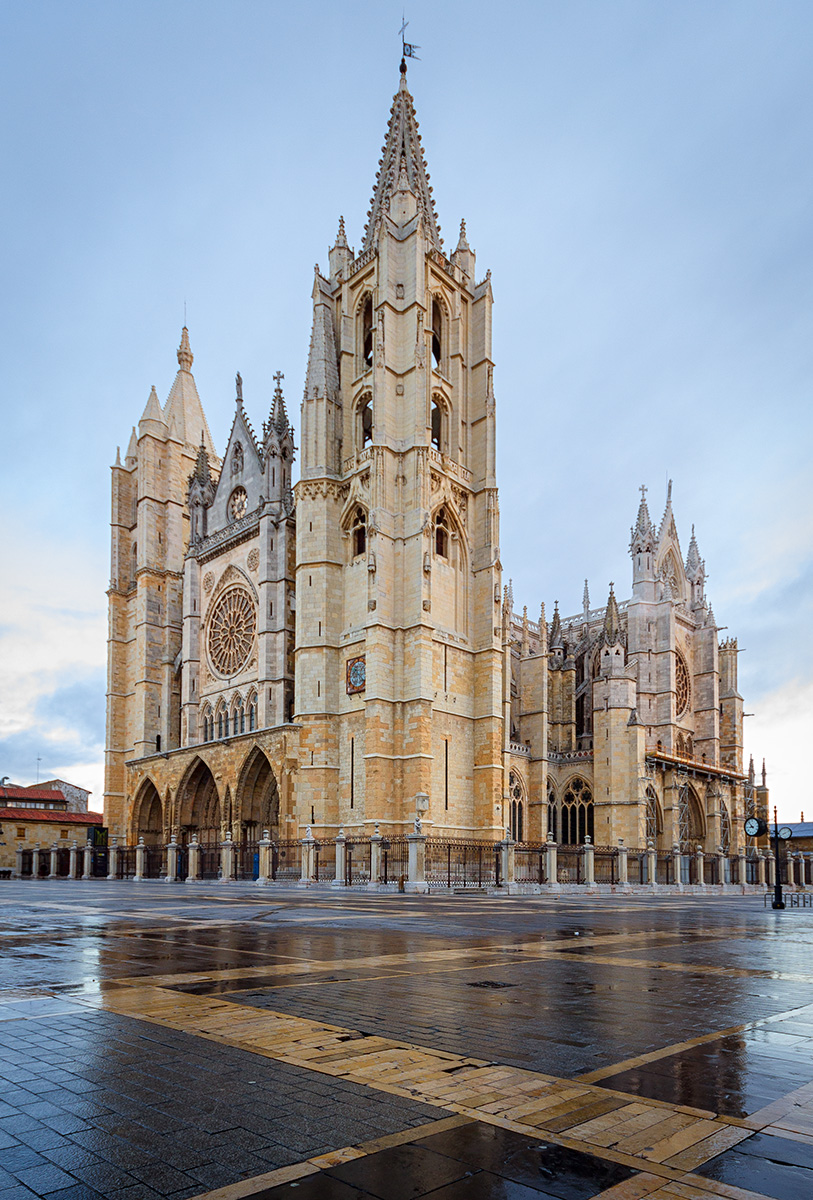
Vista en escorzo de la catedral de León, con su pórtico triple, rosetón central y las dos torres góticas, de diferente forma y altura.

La construcción de la catedral gótica se inicia hacia 1205, pero los problemas constructivos de los cimientos hicieron que pronto las obras quedaran paralizadas, y no se reemprendiera la tarea hasta 1255, bajo el pontificado del obispo Martín Fernández y el apoyo del rey Alfonso X el Sabio, siendo esta nueva catedral de estilo enteramente gótico. El arquitecto de la catedral parece ser que fue el maestro Enrique, tal vez natural de Francia, y que ya había trabajado anteriormente en la catedral de Burgos. Es evidente que conocía la forma arquitectónica gótica de la isla de Francia. Falleció en 1277, siendo sustituido por el español Juan Pérez. En 1289 fallecía también el obispo Martín Fernández, cuando la cabecera del templo ya estaba abierta al culto. La estructura fundamental de la catedral se finaliza pronto, en 1302, abriendo el obispo Gonzalo Osorio la totalidad de la iglesia a los fieles, aunque la torre sur no se terminó de construir hasta el siglo XV. Esta prontitud en las obras le da una gran unidad de estilo arquitectónico.
La catedral de León, al igual que su hermana predecesora la catedral de Burgos, se inspira en la planta de la catedral de Reims, que bien pudo conocer el maestro Enrique. Este aspecto, como la planta, los alzados, y los repertorios decorativos y simbólicos convierten esta catedral en un auténtico edificio transpirenaico, alejado de la corriente hispánica y perteneciente a la más pura escuela de la Champaña francesa, pues si sus rasgos formales se relacionan con el gótico champaniense, sus significados simbólicos y programa arquitectónico están estrechamente ligados con los de la catedral de Saint Denis, la catedral de Notre Dame de París y la catedral de Reims. Geográficamente tampoco es ajena a aquel mundo, pues la ciudad constituía uno de los hitos más importantes del Camino de Santiago, también llamado Camino francés. Como rasgo característico más importante, goza la catedral leonesa de alcanzar el summum lumínico de todas las catedrales, con un espacio inmenso de vidrieras al reducirse la estructura pétrea de sustentamiento al mínimo posible.

Vistas de la Catedral de León
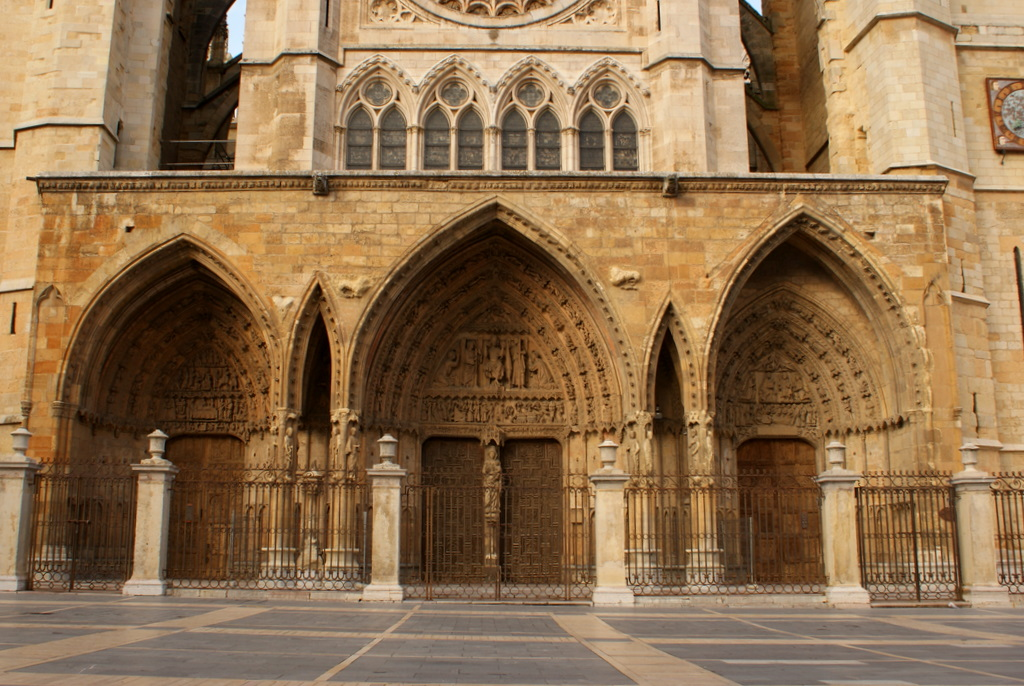
Triple pórtico occidental de acceso al templo
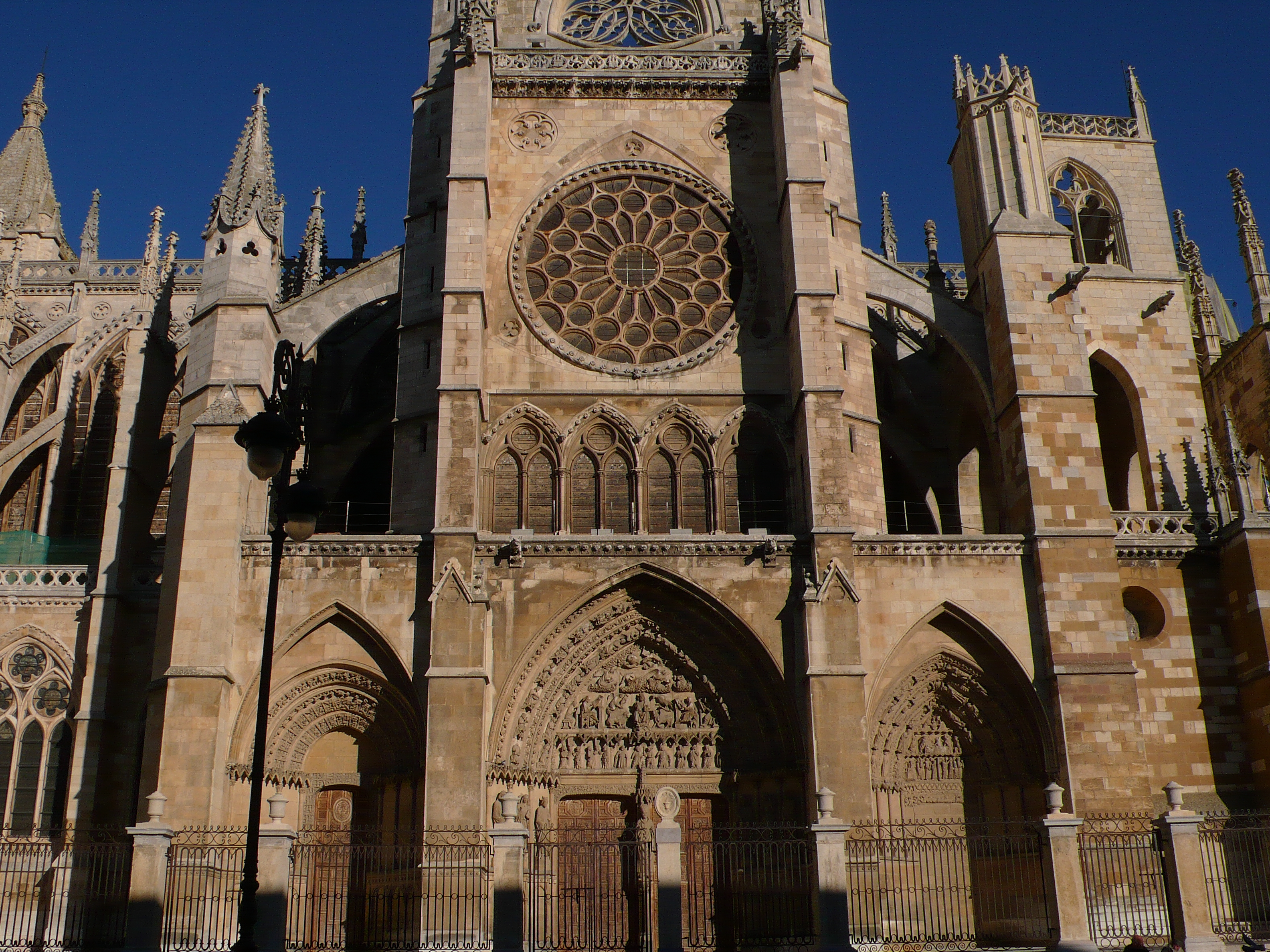
Portada meridional
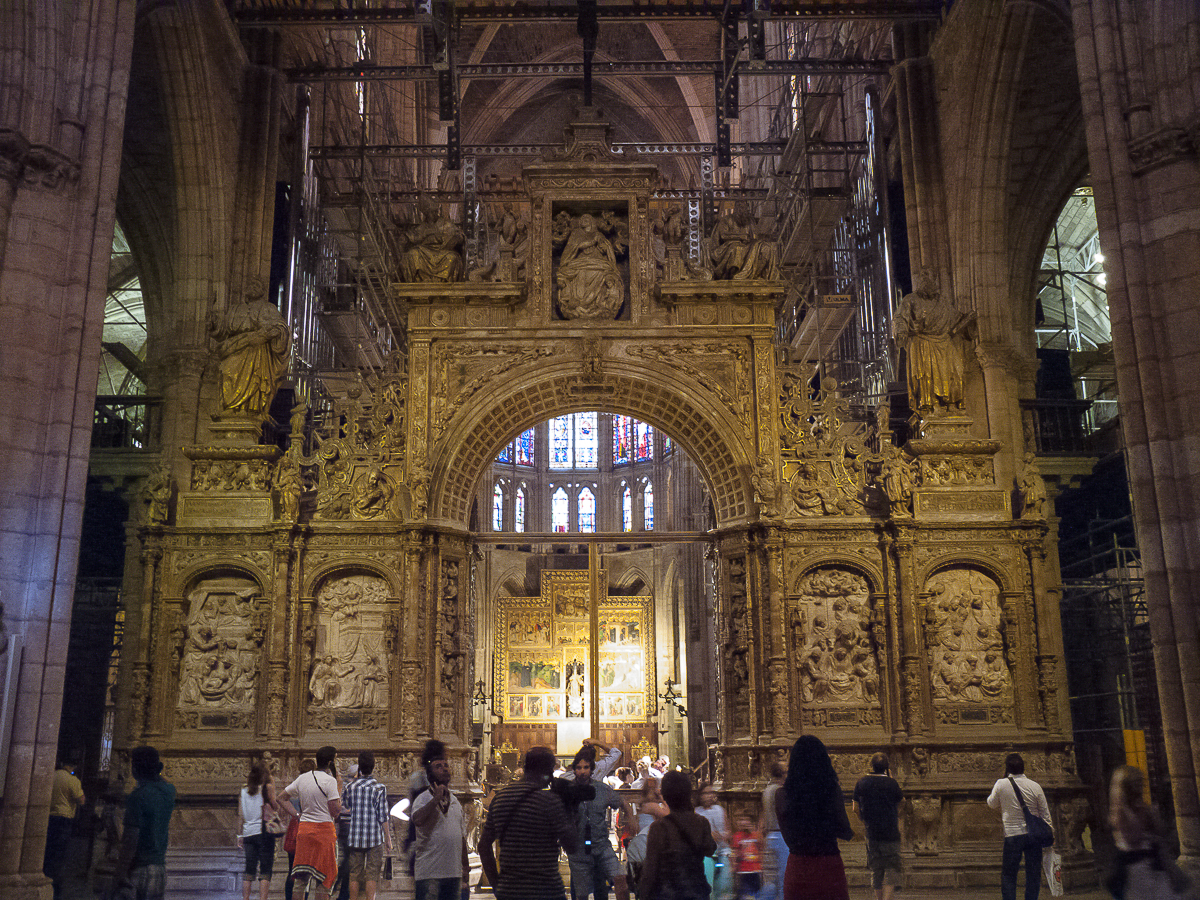
Vista del trascoro
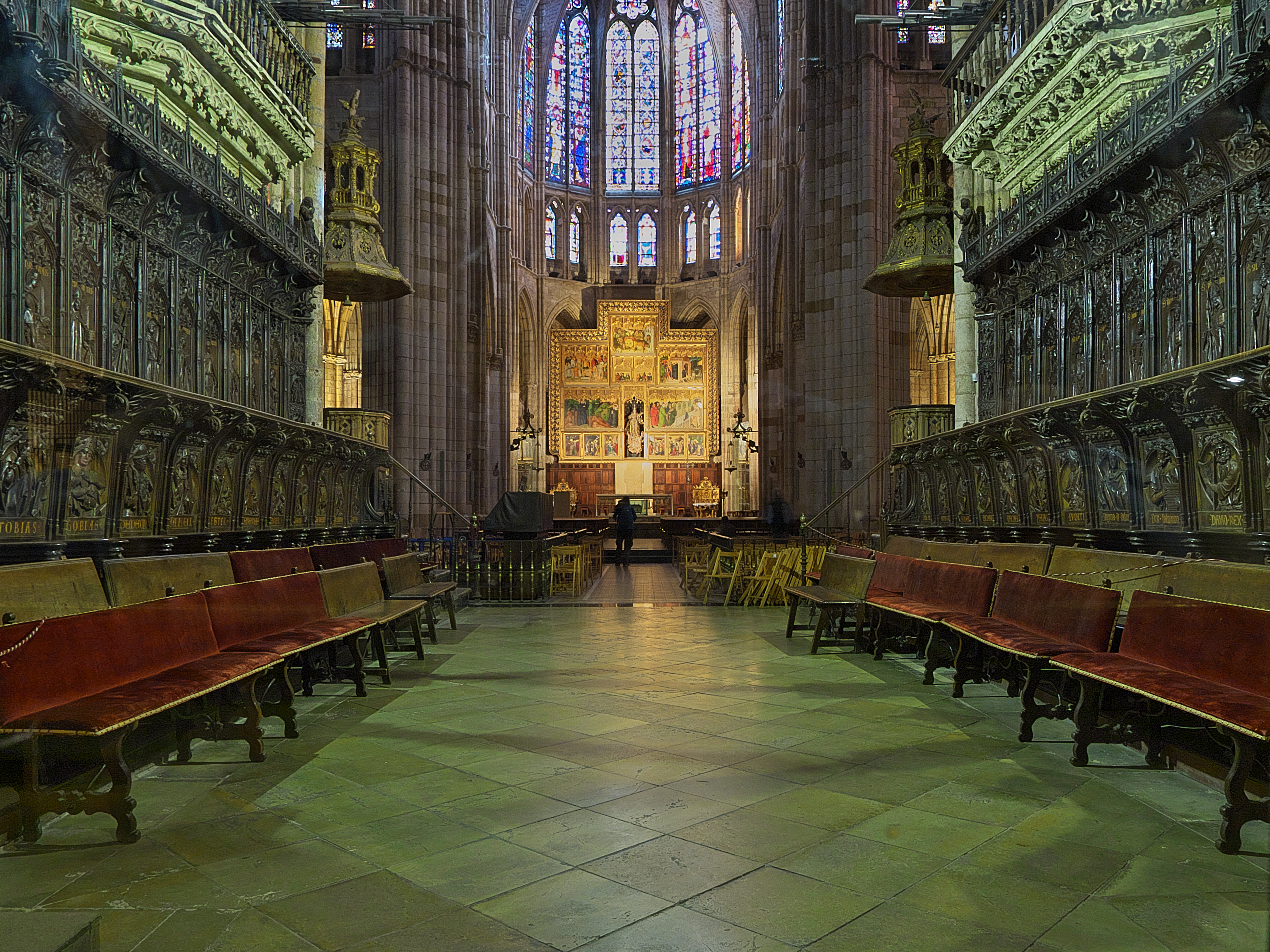
El altar mayor visto desde el coro
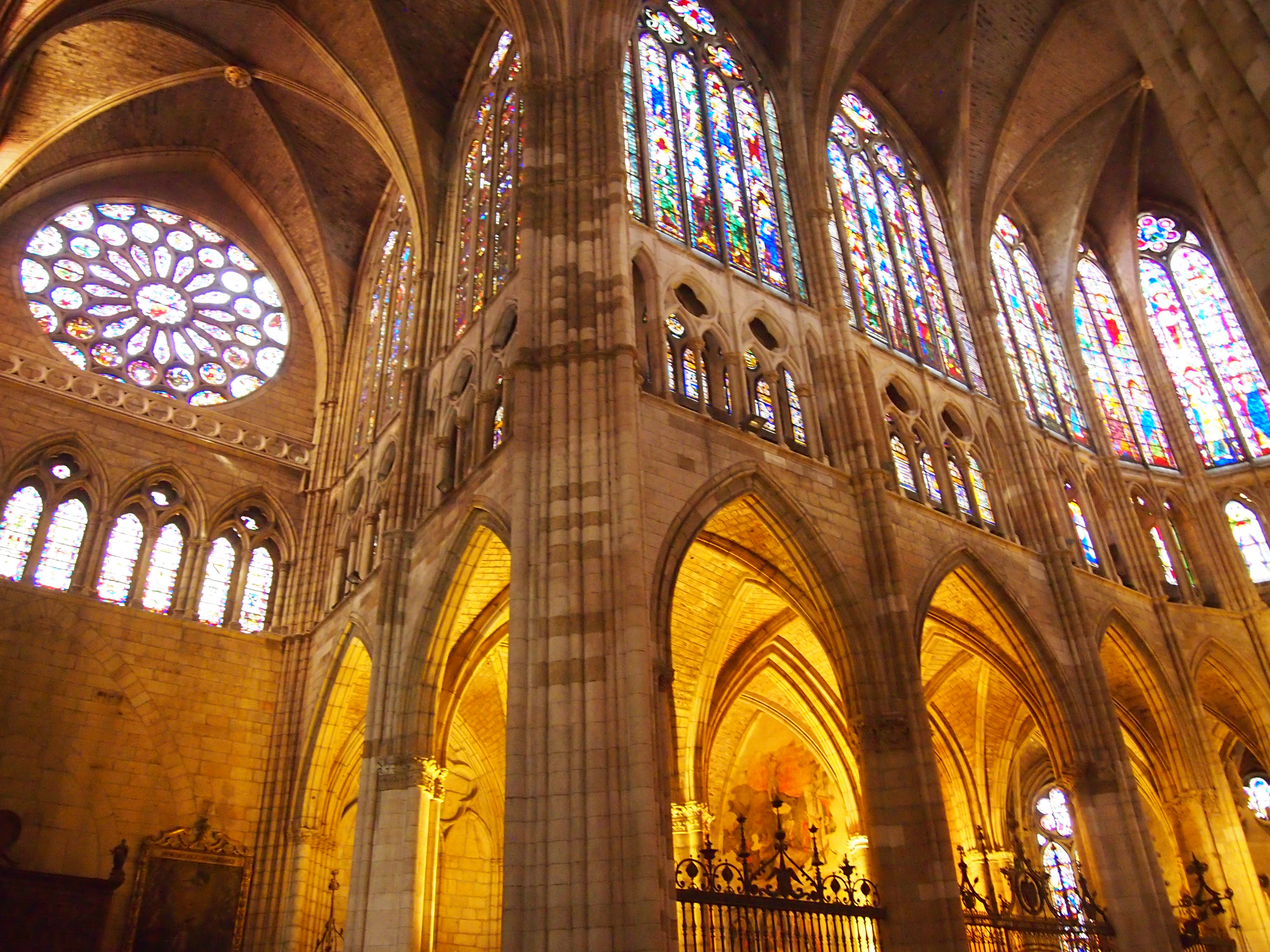
Vidrieras

### Otros edificios delsigloXIIIdel reino de Castilla

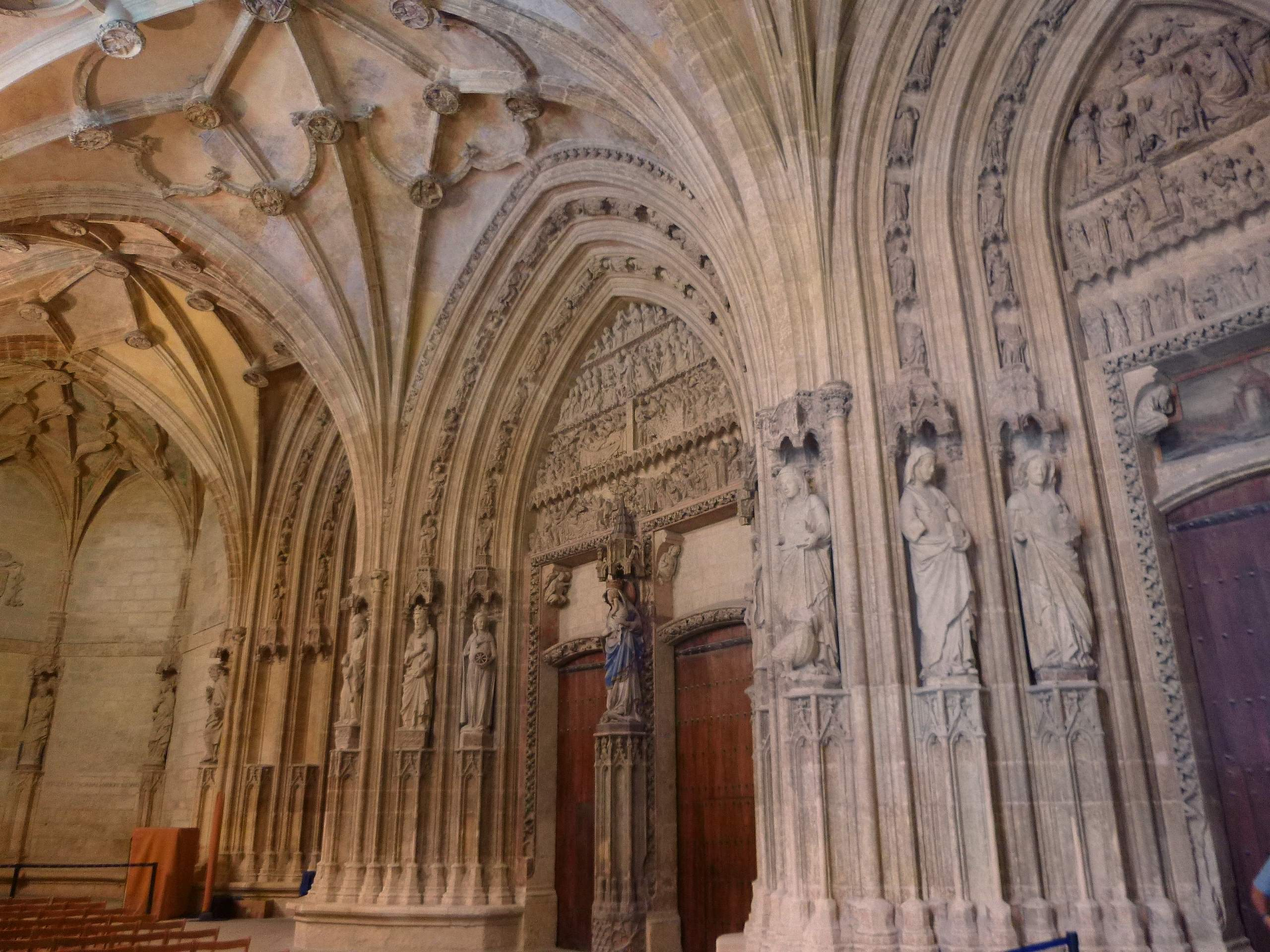
Pórtico de la catedral de Santa María de Vitoria

- Catedral de Santa Maria de Vitoria

Otras catedrales del XIII-XIV fueron la catedral de Burgo de Osma (ca. 1232-fin {{Siglo|XIII]]), luego muy alterada hasta con aportaciones neoclásicas (1784), la catedral de Palencia (1321-1516), la tercera mayor de España por superficie y con sus 130 m de longitud, la que tiene la nave central más larga, la Catedral de Murcia (1385-1465), a la que se añadirá una fachada barroca (1737-1754) y la Catedral de Pamplona (1394-1451), construida tras el derrumbe de la catedral románica anterior de la que conservó la fachada hasta ser sustituida a finales del siglo XVIII por otra de estilo neoclásico realizada por Ventura Rodriguez.
Sin embargo, algunas características como la insistencia en tipos de plantas románicas o la tendencia a introducir elementos ornamentales condujeron a la formación de variantes estilísticas locales, un proceso que se acrecentó a finales del siglo XIII y durante el siglo XIV, en los que apareció una amplia diferenciación en las formas arquitectónicas y decorativas regionales. En algunos casos, el gótico fue construido y decorado con elementos mudéjares y por artesanos mudéjares o cristianos influidos por ellos, creando un estilo gótico muy particular, único en España y Portugal. El desarrollo de la arquitectura en España durante estos siglos reflejó las diferentes circunstancias históricas a las que estaban sujetos los diversos reinos hispanos. Así sobre todo en el sur de España el desarrollo del gótico se adoptó algo tardíamente.

## SigloXIV
El siglo XIV supone el esplendor del gótico en las áreas mediterráneas dependiente de la antigua Corona de Aragón, especialmente en Cataluña —donde la prosperidad económica estimuló la construcción civil—, Valencia y Baleares. La diversidad climatológica, la influencia francesa e italiana y la configuración social marcan el estilo gótico en estas zonas, con rasgos propios. Son construcciones de exteriores sobrios y macizos de gran simplicidad y el sentido espacial se manifestó en la proliferación de iglesias de una sola nave y gran amplitud, lo que les otorga gran solemnidad. Muchas fueron también las iglesias que presentaban la denominada planta de salón, de tradición noreuropea, con naves laterales de la misma altura o casi que la central, y ausencia de contrafuertes y arbotantes. Tienen escasa decoración escultórica, caracterizados por la influencia de las iglesias del sur de Francia y la casi nula aportación del arte mudéjar. La preocupación por la perfección y la pureza constructiva sustituye al afán decorativo de la arquitectura castellana.
Estos estilos se corresponden con el gótico valenciano, el gótico catalán o el gótico balear, según su localización, por ciertas características propias y originales. Sus mejores ejemplos son las catedrales de Barcelona, comenzada a construir en 1298, Gerona, comenzada a construir en 1317, y la de Palma de Mallorca, que dispone de tres naves sin girola y fue consagrada en 1346, y también numerosas construcciones civiles. También destaca mucho la arquitectura civil.

### El gótico catalán
La catedral de Barcelona, iniciada en 1298 y con la bóveda terminada en 1448, tiene una amplia nave central, casi el doble de ancha que las laterales, que son casi de la misma altura. Su principal arquitecto fue el maestro Jaume Fabré y carece de nave transversal. Desde el falso crucero los tramos circulares se unen en girola, pasando por detrás del presbiterio y formando un arco semicircular, donde se alojan una corona de galerías, cubiertas por arcos ojivales y por encima de estas capillas se encuentran las vidrieras que iluminan el ábside.
La impresión de espacio está reforzada por la disposición de tribunas sobre las capillas laterales, que dan mayor anchura al ya amplísimo interior. El recurso visual fue incluir los contrafuertes dentro de la nave, cerrando el muro por la parte externa de los mismos, entre los que se dispusieron las capillas laterales, y apareciendo encima las tribunas. Exteriomente ocurre lo contrario: los contrafuertes quedan fuera de la vista del espectador, encerrados en su interior.
La catedral de Gerona se comenzó a construir en 1317 ysu construcción fue de un extraordinario atrevimiento en la época. El abovedamiento de la nave central fuees uno de los casos más brillantes de la arquitectura medieval. En principio su diseño era similar a la de Barcelona, pero una vez construida la cabecera, se decidió, tras una larga discusión técnica, cubrir con una sola nave en lugar de con tres. Guillem Bofill se encargó de construir la mayor bóveda del gótico con casi 23 m de ancho y 34 m de altura. El empuje de la bóveda se transmitía a los contrafuertes interiores, colocándose entre ellos las capillas laterales. Comenzada la nave central en 1417, no se pudo terminar hasta 1604. Ese disposición de una única nave con capillas laterales es lo que le dio a la catedral una fisonomía bien diferente a la de los restantes edificios góticos religiosos.
También se resolvió brillantemente la catedral de Palma de Mallorca, que fue consagrada en 1346. Las naves están articuladas por apretados muros contrafuertes que le dan una visión externa muy característica. El imponente interior lo forman tres naves de 42 m de altura apoyadas en delgadas columnas y dos capillas laterales. La concepción técnica del sistema de apoyos presupone que trabajó el arquitecto catalán Berenguer de Montagut, artífice de Santa María del Mar de Barcelona. Este interior está a la altura de Bourges, Beauvais y Milán. La mayor novedad que presenta la catedral es el ábside que cierra en línea recta. También destaca el rosetón de grandes dimensiones que permite la iluminación de su cabecera.
Las obras de la iglesia de Santa María del Mar de Barcelona comenzaron el 2 de marzo de 1329 y en 1393 se colocó la última piedra del cierre de la bóveda. Las trazas se atribuyen Jaime Fabre. El exterior siguiendo las características del gótico catalán presenta un aspecto macizo y robusto. El conjunto del interior muestra una concepción de carácter unitario de gran luminosidad, con tres naves, de alturas muy similares. El presbiterio se organiza con un tramo con cabecera poligonal con ocho columnas.
Otros destacados edificios religiosos del gótico catalán fueron la Colegiata Basílica de Santa María (Manresa) (1322-1371), la Catedral de Tortosa (1347-1597), que ahora cuenta con una fachada barroca, y la Catedral de Santa María de Ciudadela.

Interiores góticos catalanes
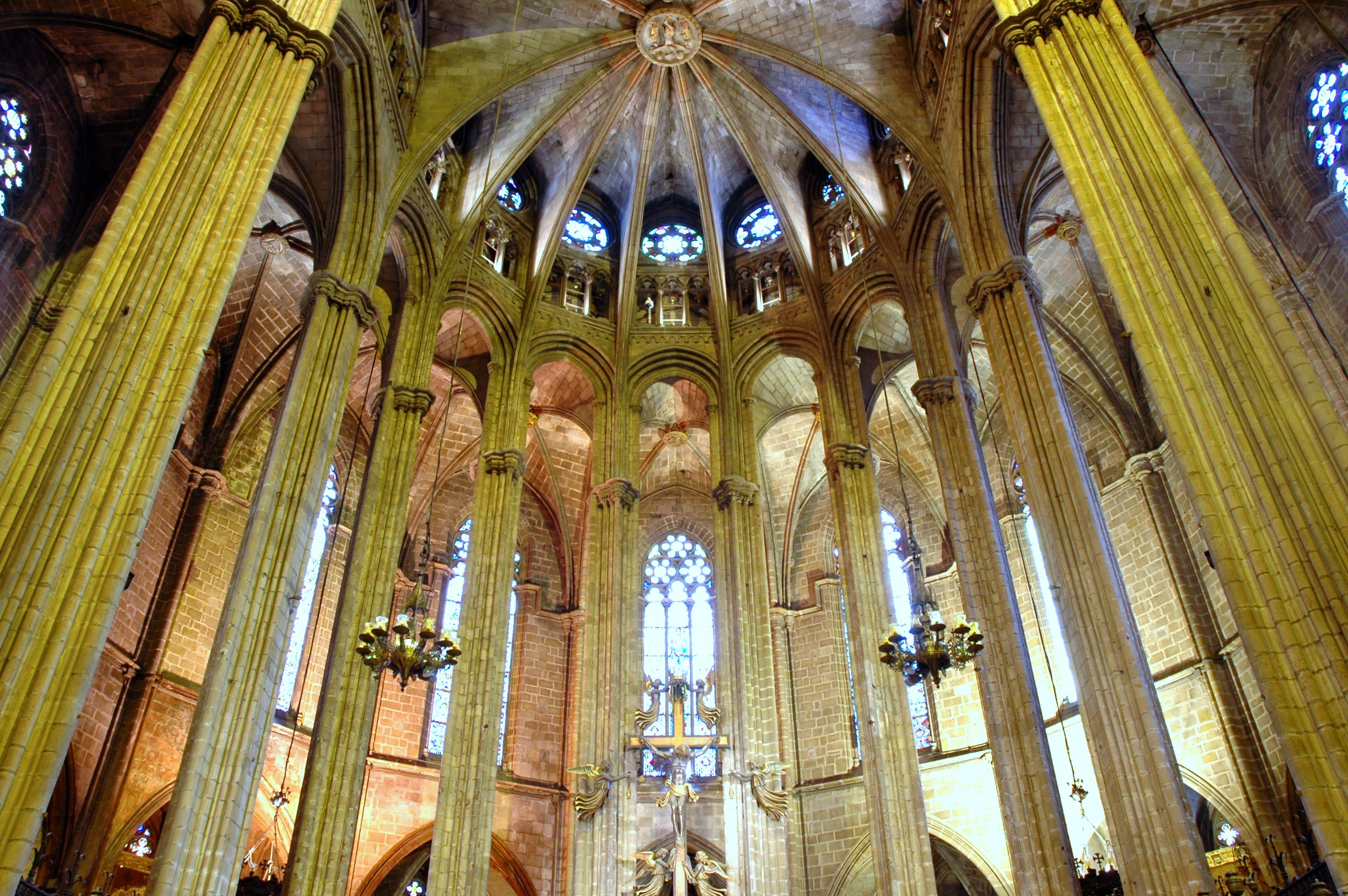
Catedral de Barcelona (1298-1420)
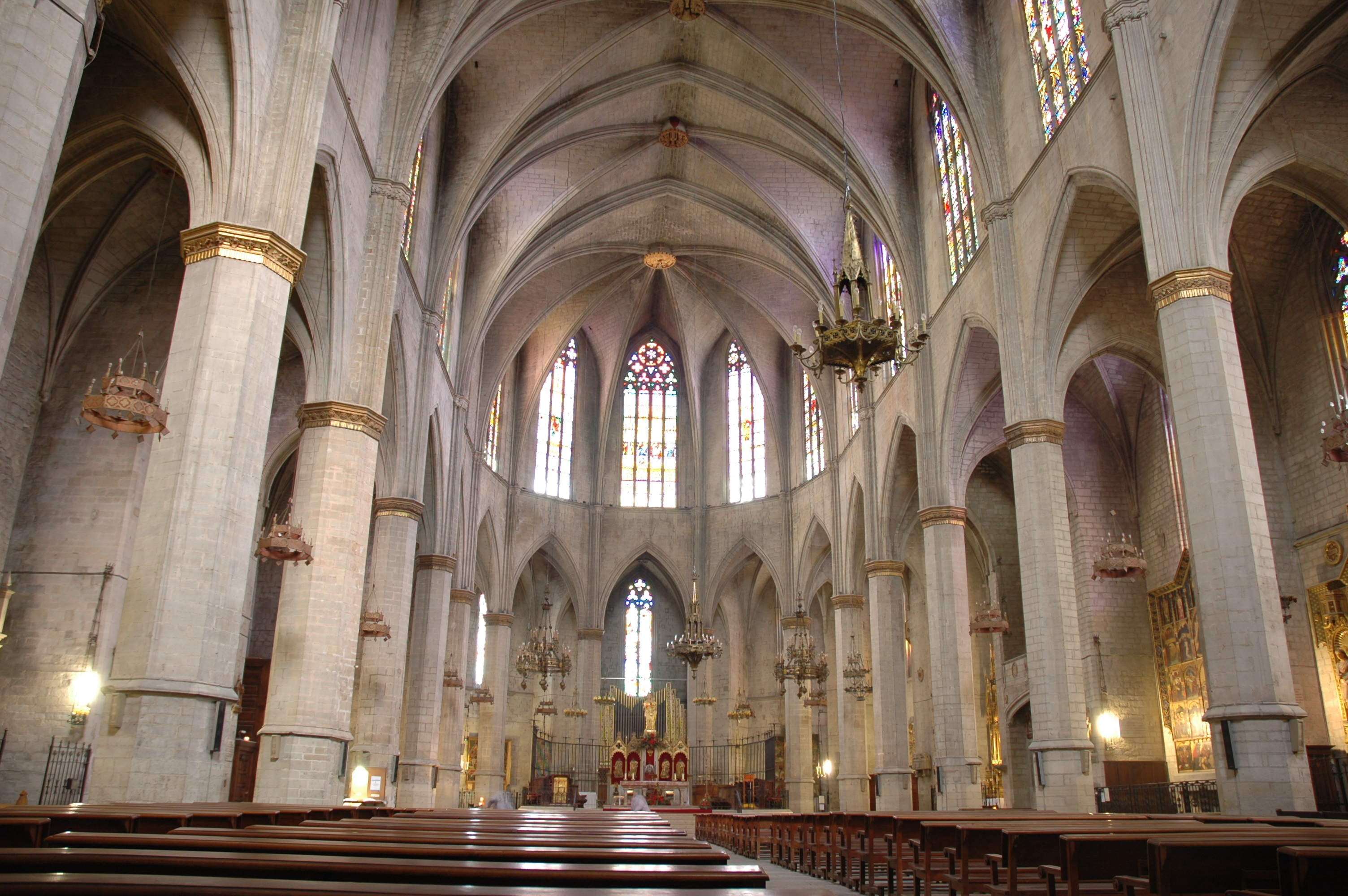
Vista de la nave central de la colegiata basílica de Santa María en Manresa (1322-1371)
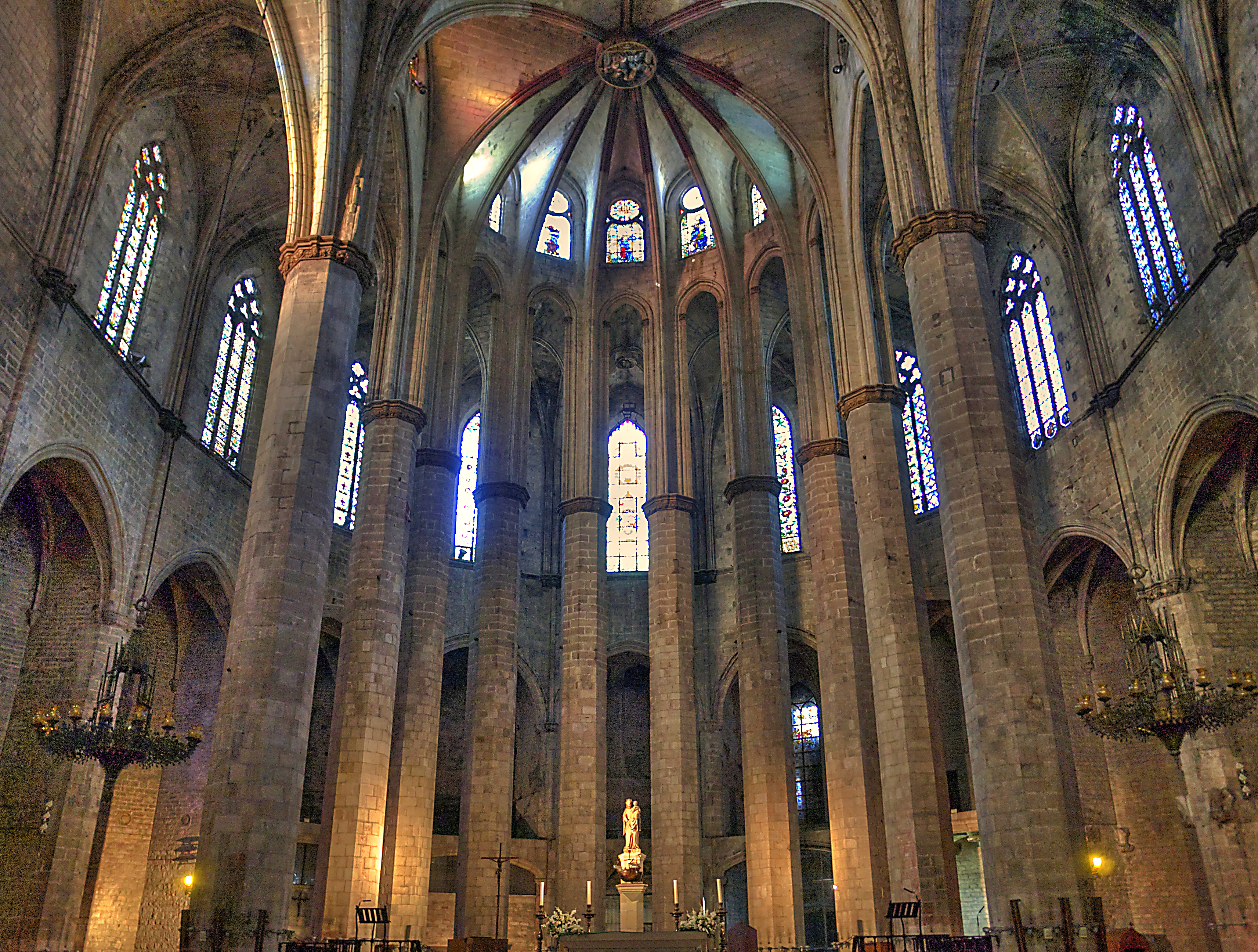
La basílica de Santa María del Mar (1329-1393) representa el tipo más puro del gótico catalán, con grandeza arquitectónica, amplitud de espacios, paredes lisas y escasa decoración
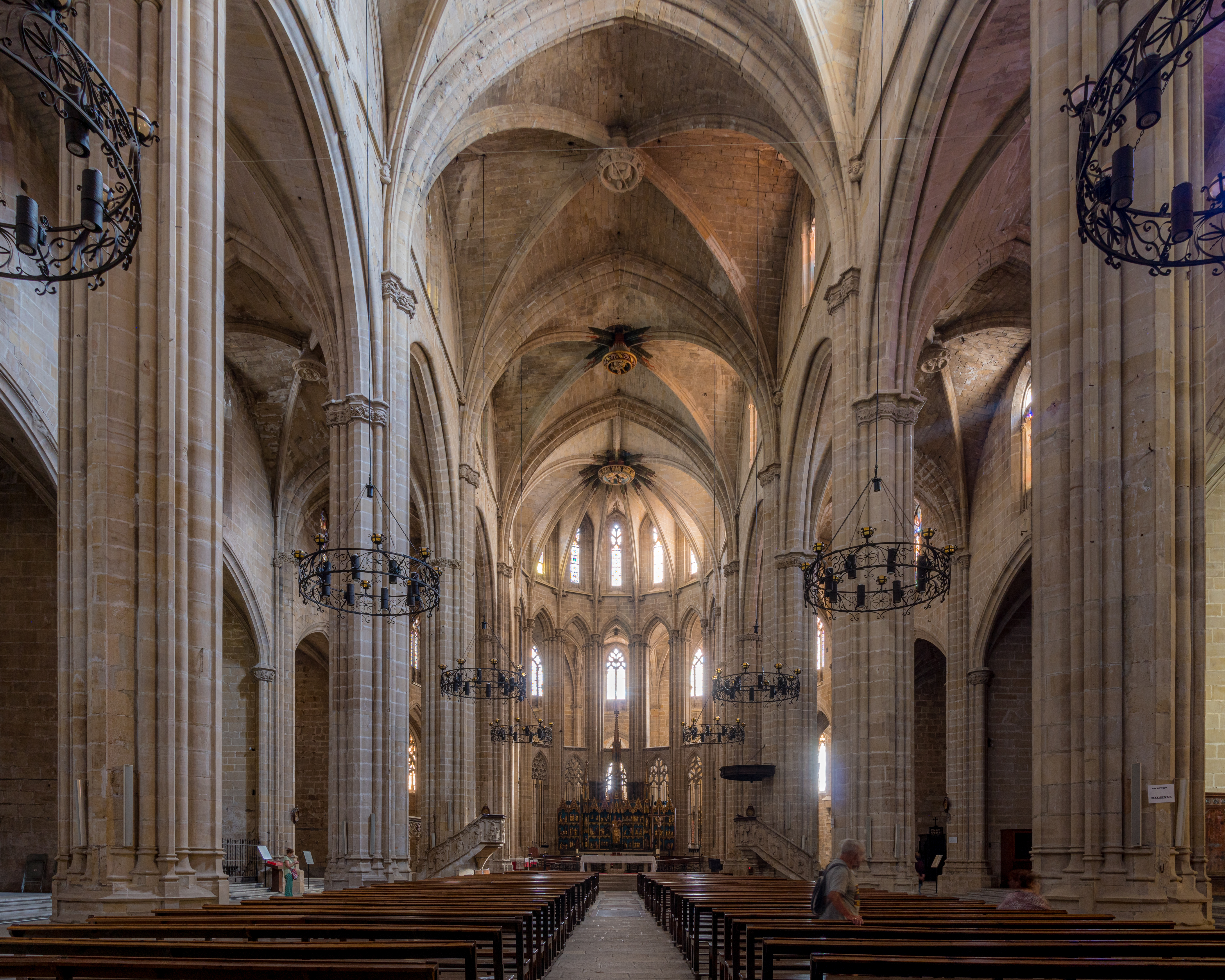
Interior de la Catedral de Tortosa (1347-1597)

La necesidad de grandes espacios originó la construcción de edificios como lonjas, casas municipales, palacios de la nobleza urbana y burgueses, hospitales, fortificaciones etc. De entre todos los más deslumbrantes serán las lonjas, generalmente construidas en los últimos periodos de la arquitectura gótica

#### Edificios civiles del gótico catalán
- Atarazanas Reales de Barcelona. Su construcción se inició a finales del siglo XIII.
- Palacio Real Mayor de Barcelona (siglo XIV).
- El consejo del Ciento (Barcelona) (fin del siglo XIV).
- Hospital de la Santa Cruz de Barcelona (1402-1414).
- Palacio de la Generalidad de Cataluña, en el que destacan el patio del palacio y la escalera adosada y también la capilla de San Jordi, en los que intervino Marc Safont durante el siglo XV.
- Casa del Archidiácono en Barcelona. Originaria del siglo XII, fue profundamente reformada en 1510.
- El palacio Aguilar, en la calle de Montcada, Barcelona, actualmente Museo Picasso de Barcelona. El patio principal data del siglo XV.

Arquitectura civil del Gótico catalán
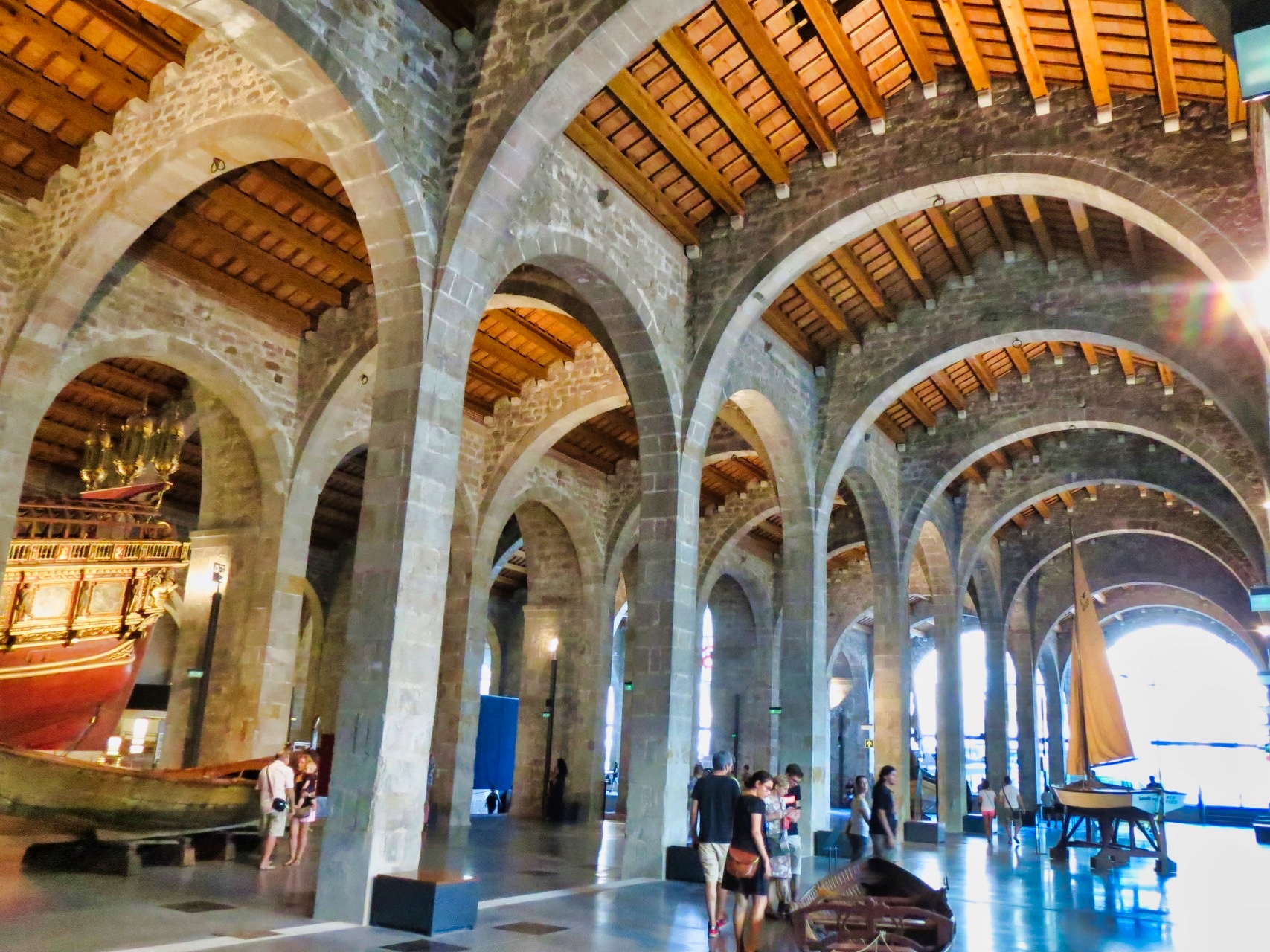
El Museo Marítimo de Barcelona, en las antiguas Atarazanas Reales
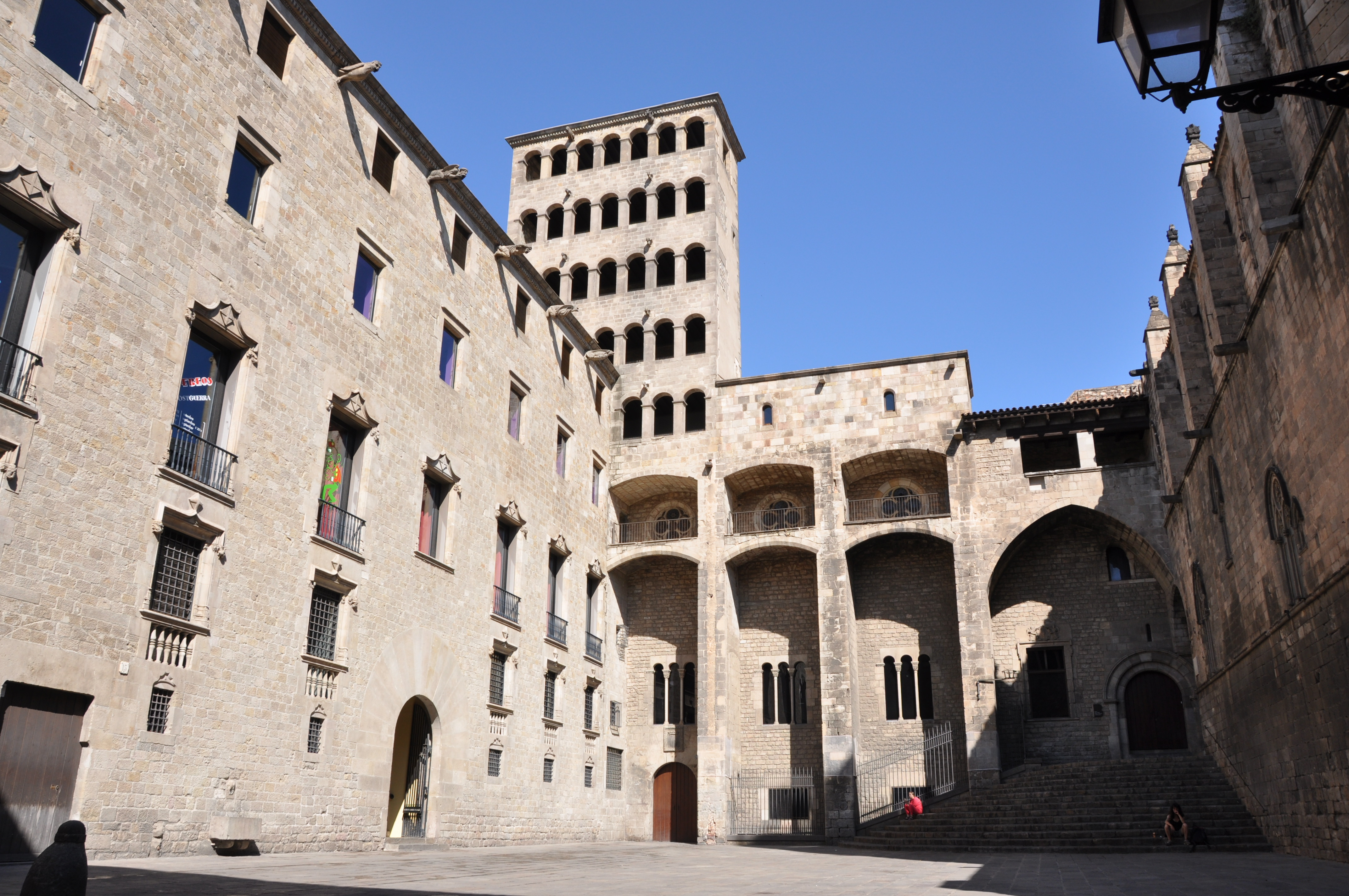
Palacio Real Mayor de Barcelona (siglo XIV)
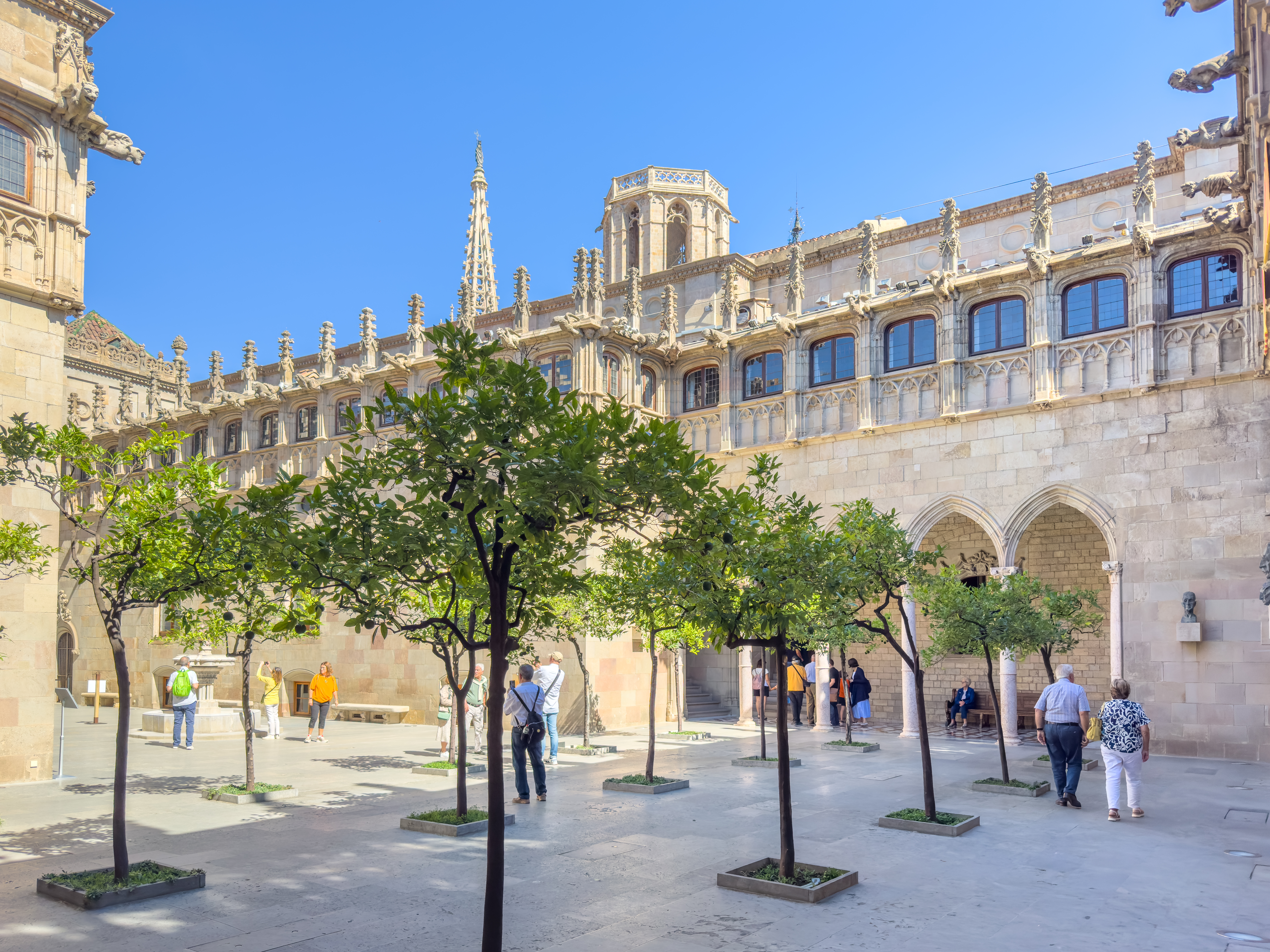
Patio de los Naranjos del Palau de la Generalitat de Catalunya
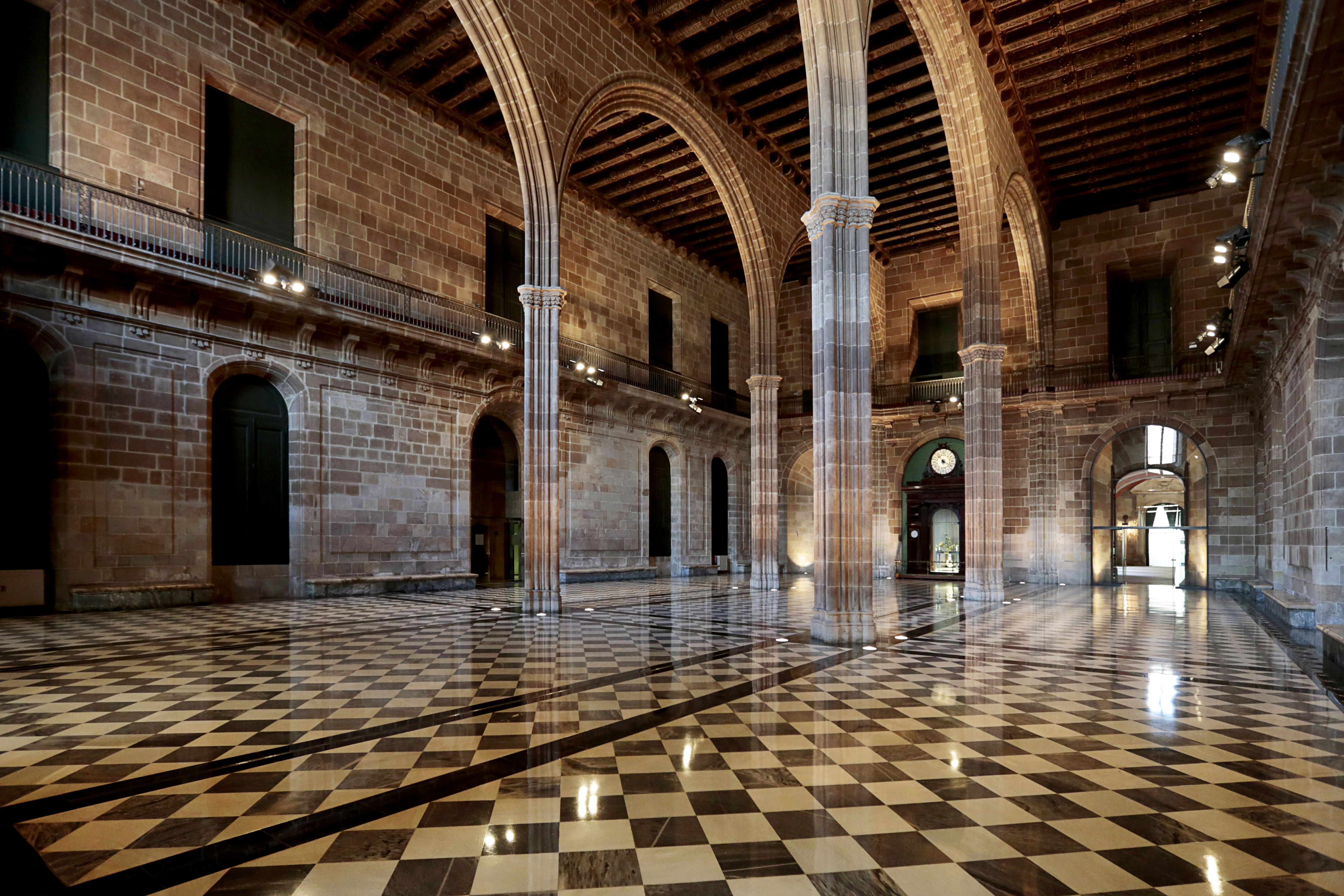
Salón de contrataciones de la Llotja de Mar

### El gótico valenciano
Los edificios religiosos más reseñables del gótico valenciano son:
- Catedral de Santa María de Valencia. El templo conserva de la obra gótica del siglo XIV, la puerta de los apóstoles, el rosetón y su espléndido cimborrio.
- Convento de Santo Domingo (Valencia)
- En Alfauir, el monasterio de San Jerónimo de Cotalba.

Gótico levantino y balear
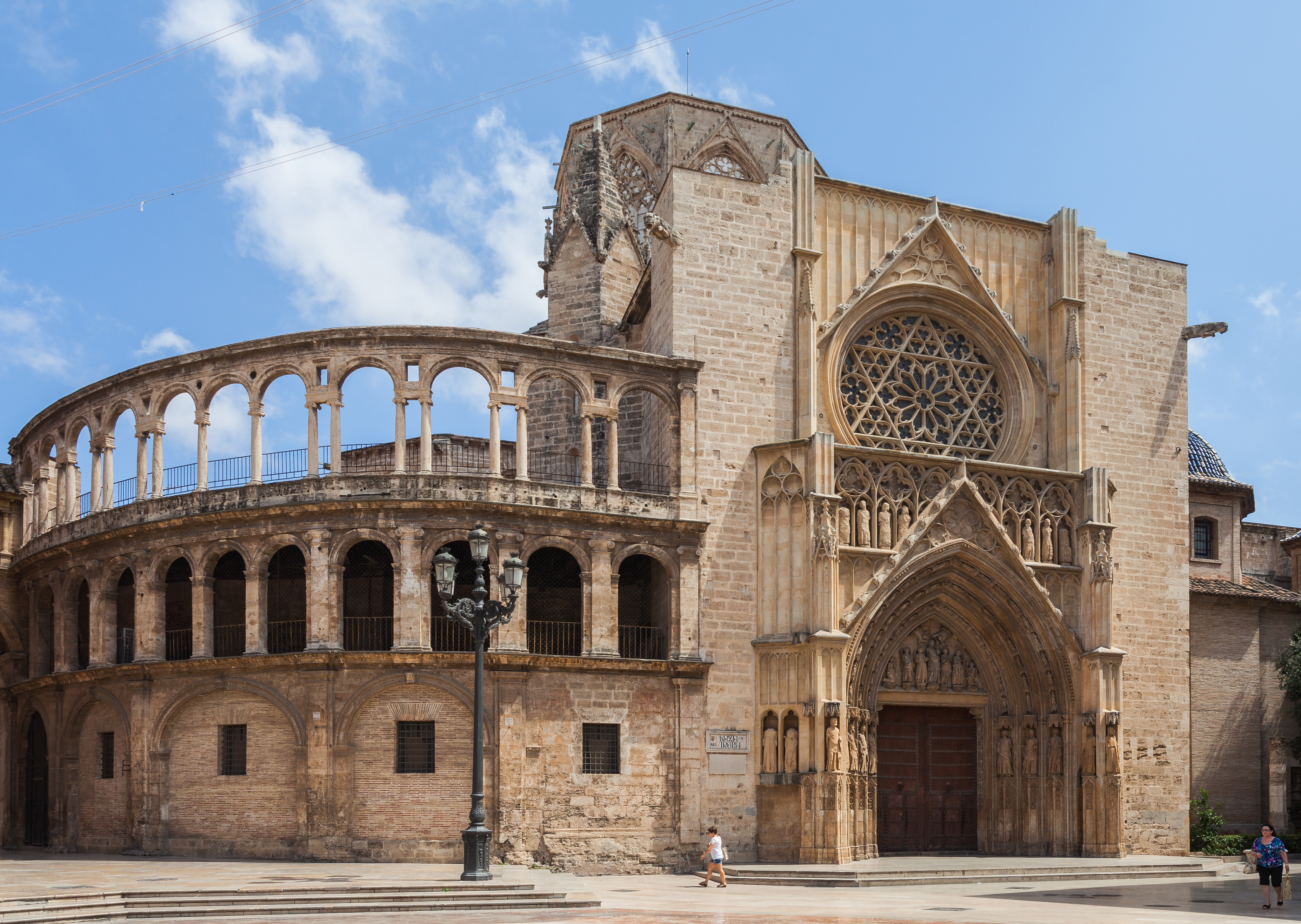
Exterior de la catedral de Valencia
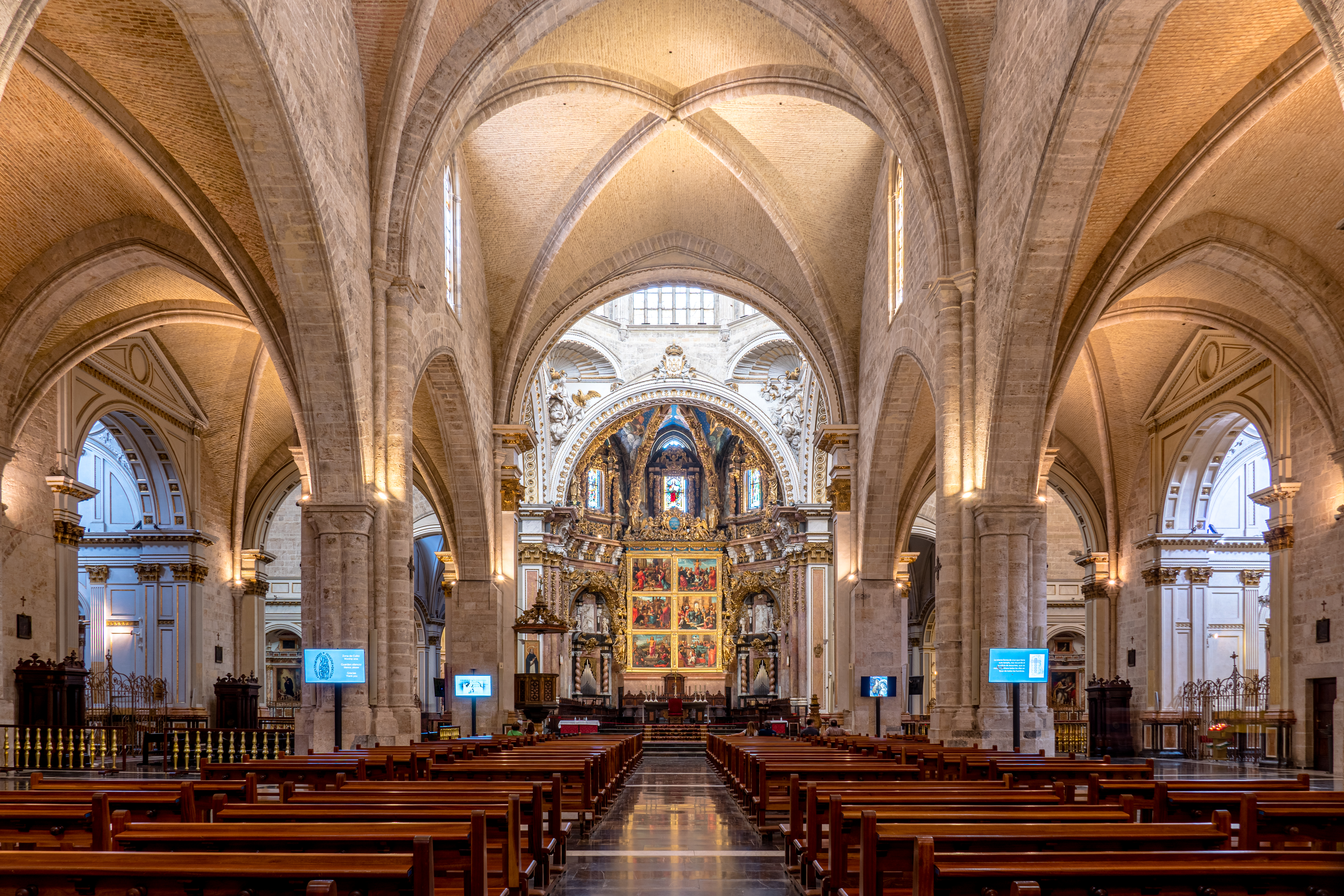
Interior de la catedral de Valencia, ejemplo de gótico valenciano
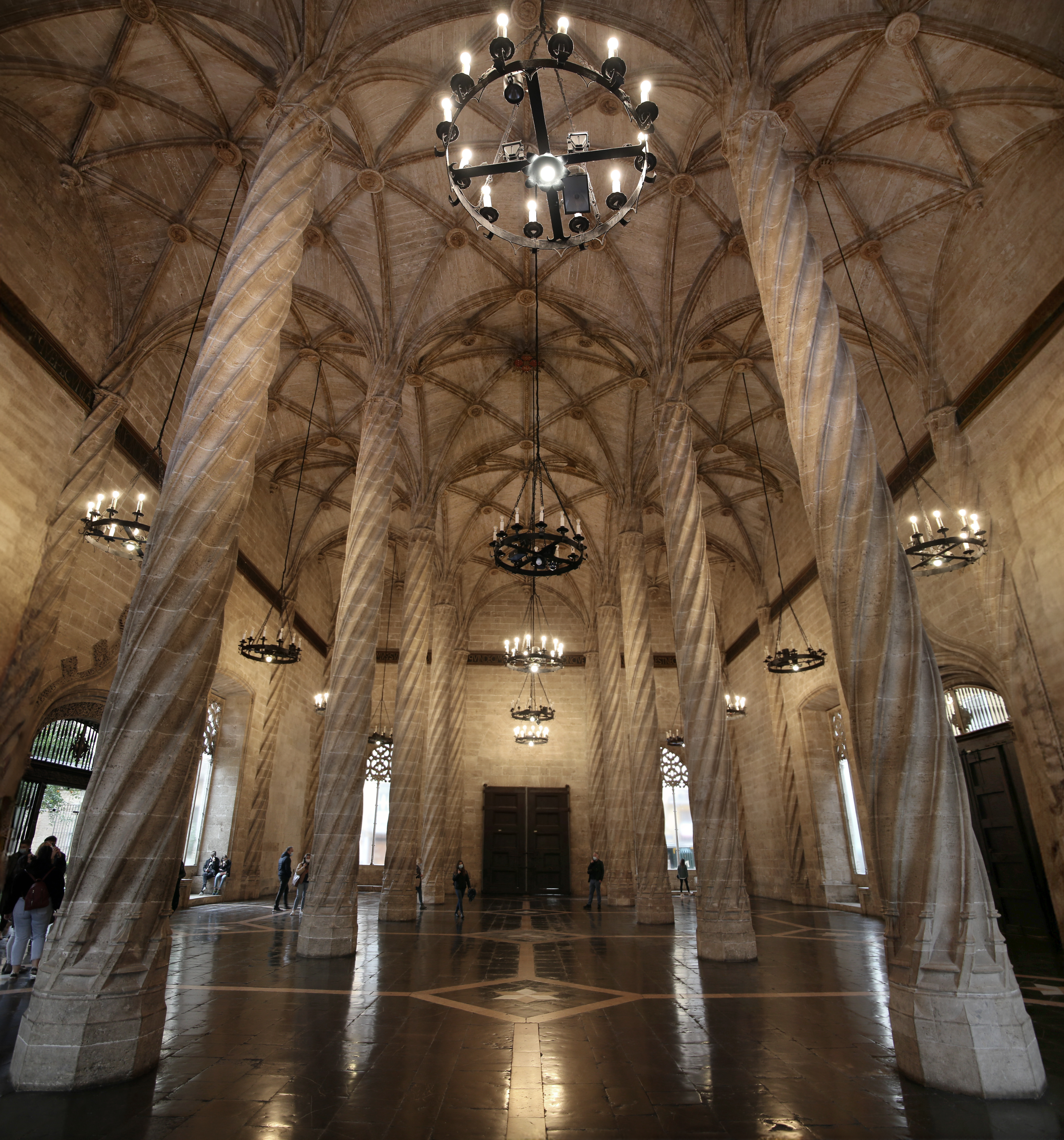
Salón de columnas de la Lonja de la seda de Valencia (1482-1533), patrimonio de la Humanidad desde 1996

#### Edificios civiles del gótico valenciano
- Atarazanas Reales de Valencia
- Lonja de la Seda. Construida entre 1482 y 1498
- Palacio de la Generalidad Valenciana, iniciado en 1421.
- Torres de Quart. Su construcción se realizó entre 1441 y 1460
- Torres de Serranos. Su construcción se realizó entre 1392 y 1398
- Almudín de Valencia. Su construcción data de principios del siglo XIV
- Palacio Ducal de Gandía. Iniciado a mediados del siglo XIV.

## SiglosXVyXVI
Durante los siglos XV y XVI, mientras en Italia crecía con fuerza el Renacimiento, la actividad constructiva del gótico es abrumadora en España, se levantan numerosos edificios de grandes proporciones, caracterizados por la sencillez estructural de la construcción y la complicación ornamental. Se erigen las grandes catedrales de Sevilla iniciada en 1402, Segovia (1525) y Salamanca (1513). La disyuntiva de estilos en que se encontraba la arquitectura de la época era percibida de forma plenamente consciente por los contemporáneos, pero de una manera bien distinta a como suele percibirse por el gusto actual, que asocia al Renacimiento la "modernidad" y al Gótico la "medievalidad": Diego de Sagredo lo expresó con la oposición entre el estilo moderno (el Gótico, en su versión local) y el romano (el Renacimiento clasicista e italianizante), entre el estilo gótico, racional y eficiente y el estilo romano, ampuloso y sensual.
Durante el siglo XV, la influencia flamenca es muy importante y son muchos los artistas del norte de Europa que se establecen en España, la estrecha relación comercial y política de Castilla con el centro y norte de Europa convoca a arquitectos como Juan y Simón de Colonia, que actúan fundamentalmente en Burgos y Valladolid, donde destacan la Capilla del Condestable en la catedral de Burgos, la iglesia conventual de San Pablo (Valladolid) y el Colegio de San Gregorio.
Hanequín de Bruselas inicia el foco toledano, seguido por su discípulo Juan Guas del que destaca el Palacio del Infantado y Monasterio de San Juan de los Reyes y Enrique Egas que crean escuela adaptándose a la sensibilidad local. 
La fusión de motivos góticos, flamencos y mudéjares alcanzan su máximo desarrollo, durante este siglo, dando lugar a un auténtico estilo nacional, denominado gótico isabelino, llamado así por coincidir con el reinado de los Reyes Católicos. Se caracteriza por una rica ornamentación, que reúne formas flamígeras, mudéjares y renacentistas. Este estilo inicia una lenta transición al renacimiento, pero a la vez supone una férrea y decidida resistencia a abandonar los paradigmas constructivos góticos tradicionales. Sus mejores obras son San Juan de los Reyes en Toledo, la Capilla Real de Granada y la Cartuja de Miraflores en Burgos.
A este periodo corresponde también la catedral de Palencia, que aunque iniciada en 1321, tiene su avance fundamental durante el siglo XV. 
Durante este periodo también irrumpe el plateresco que viene a ser una reinterpretación del arte renacentista junto al purismo renacentista, sin que se puedan establecer fronteras cronológicas claras entre todas estas tendencias.
- Edificios góticos del siglo XV y XVI.

Edificios góticos del y.
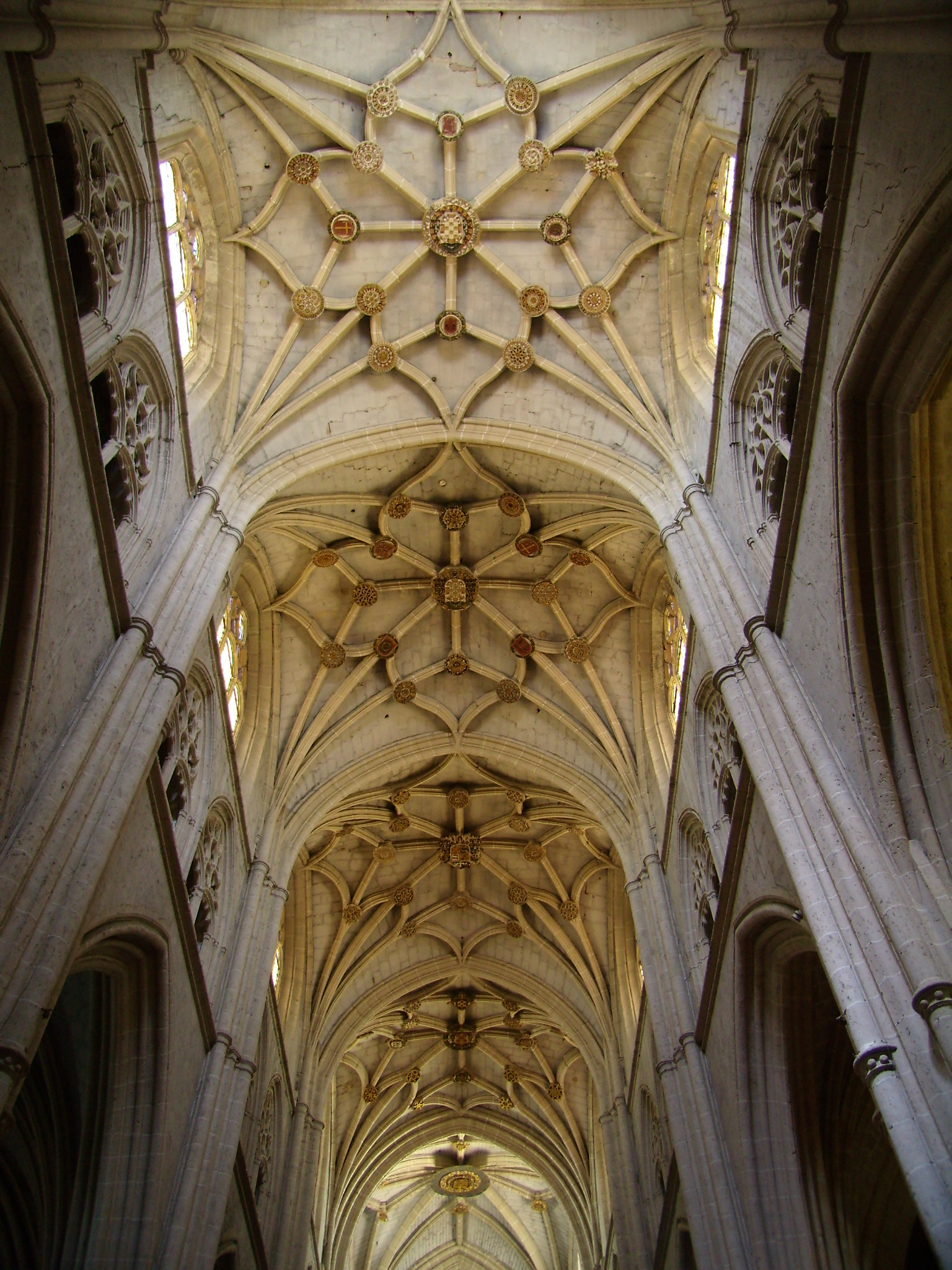
Catedral de Palencia.
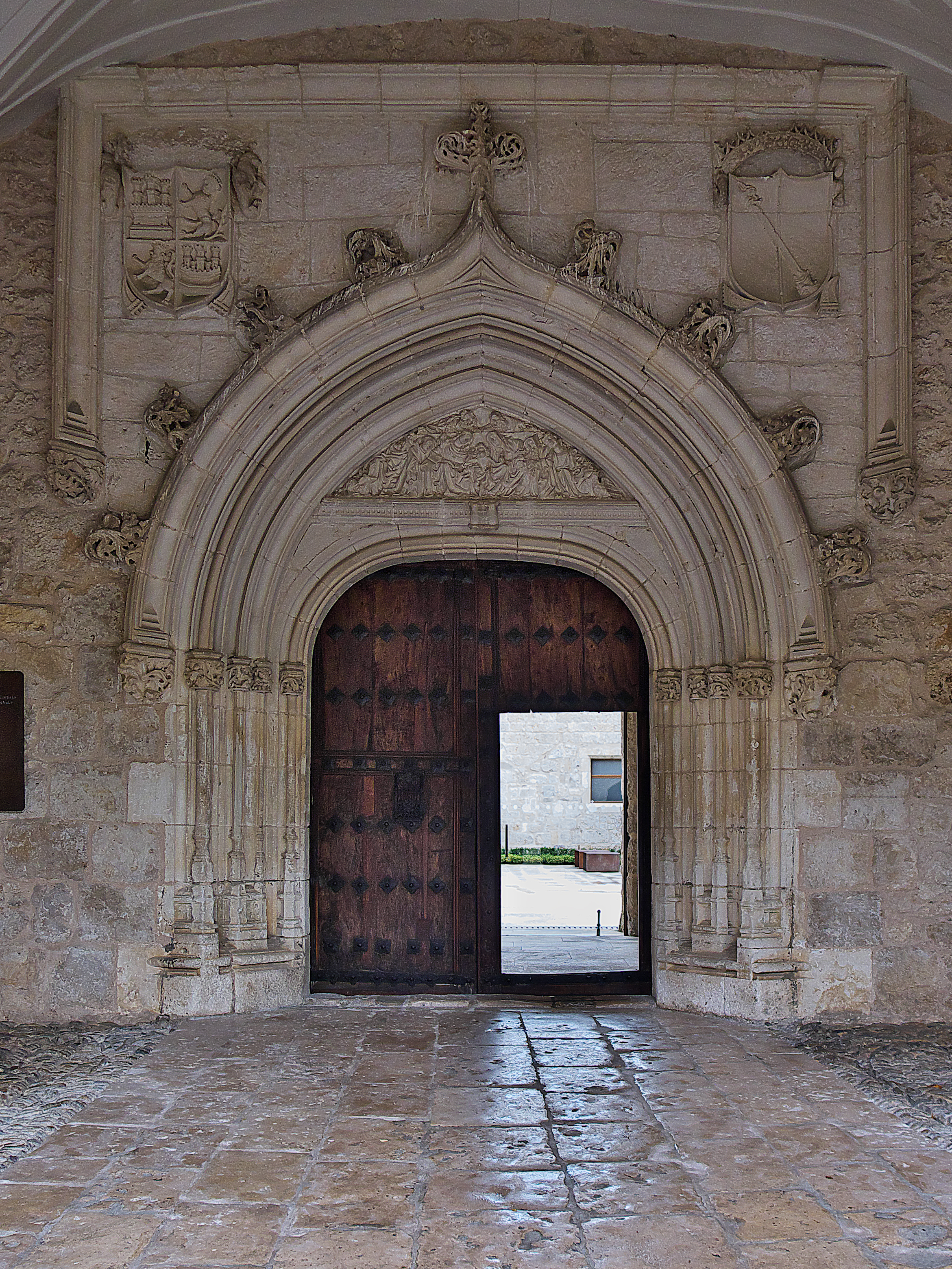
Portada de la Cartuja de Miraflores.
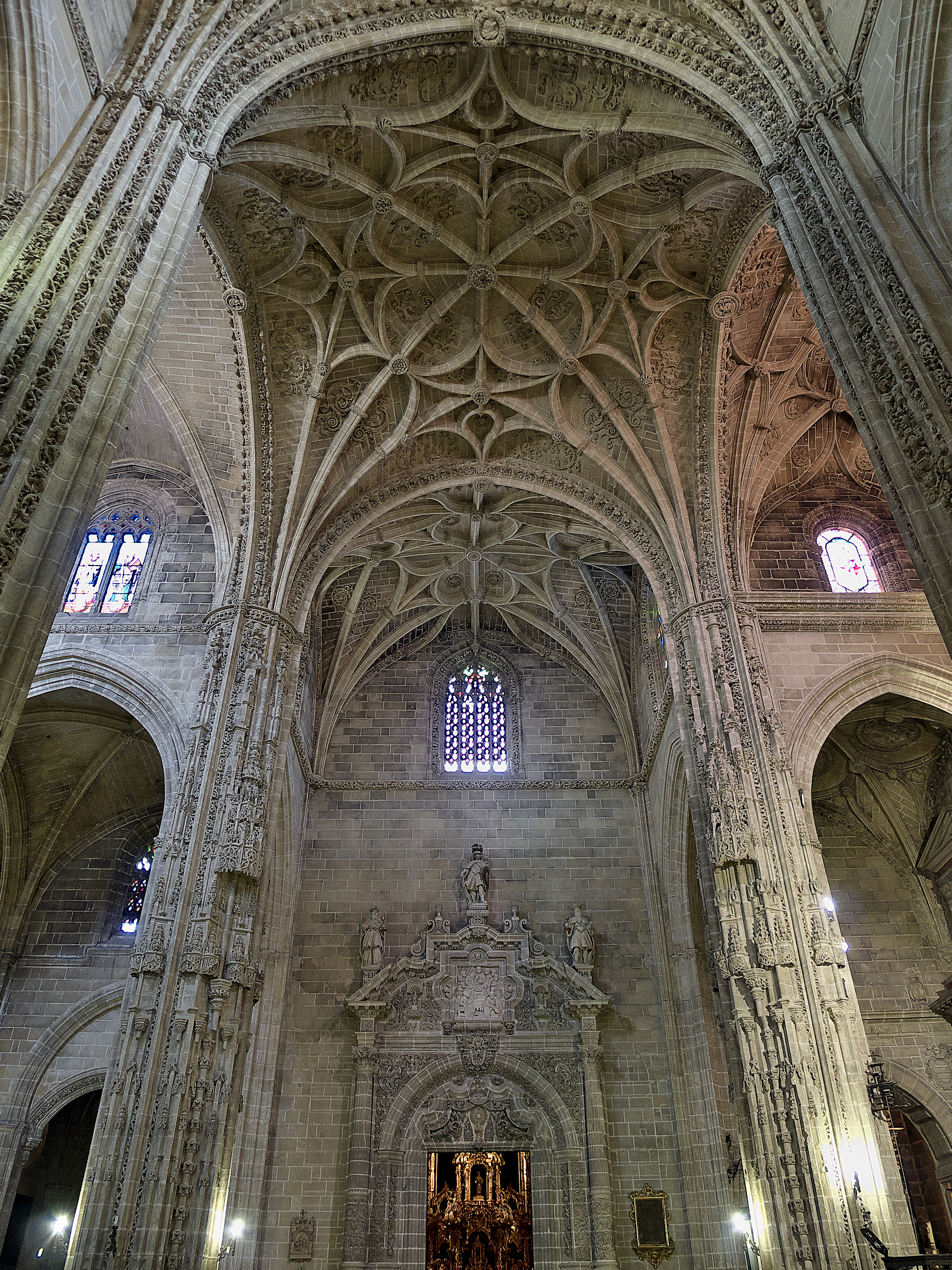
Iglesia de San Miguel (Jerez de la Frontera).
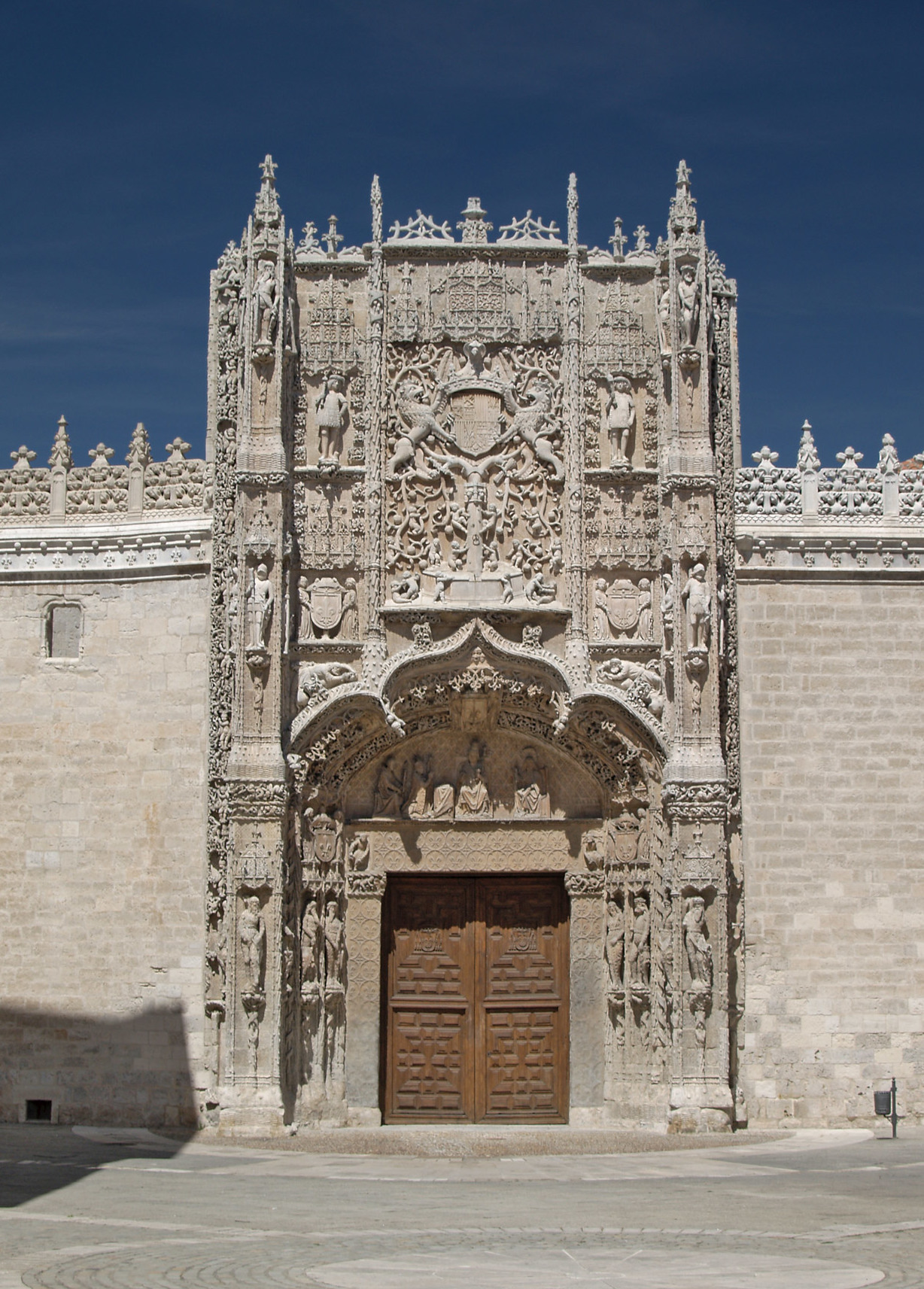
Colegio de San Gregorio.
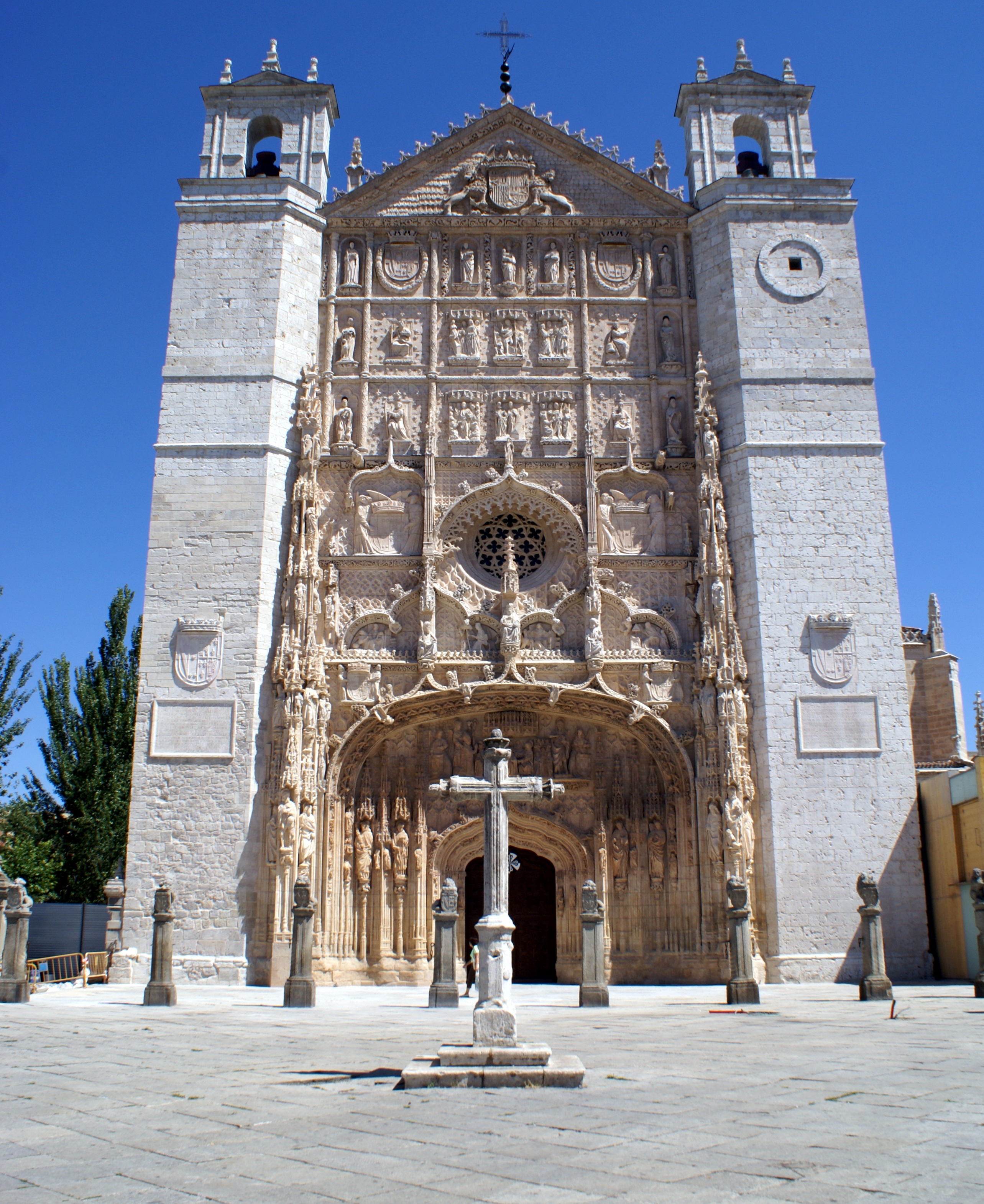
Iglesia de San Pablo (Valladolid).
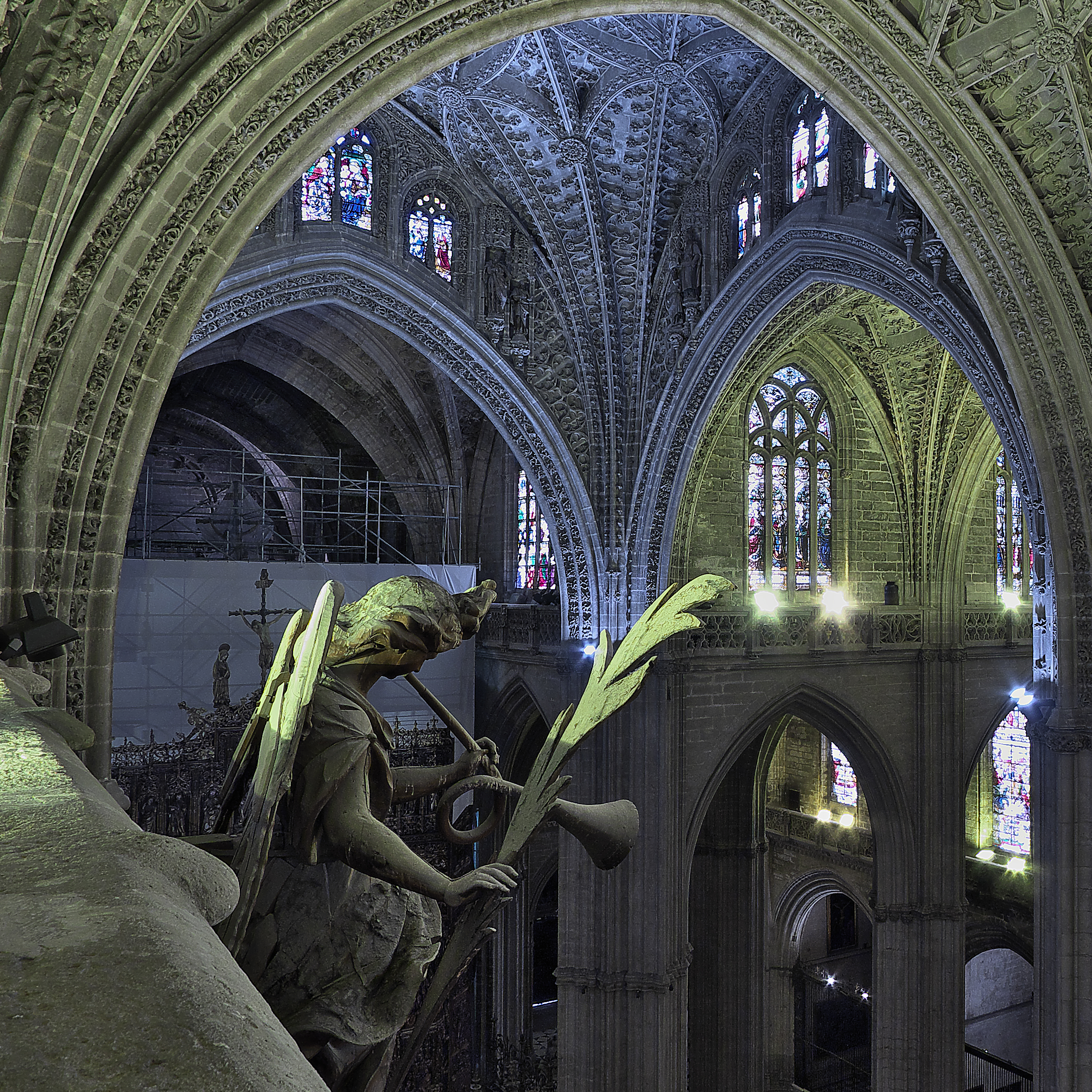
Bóvedas del crucero de la catedral de Sevilla.
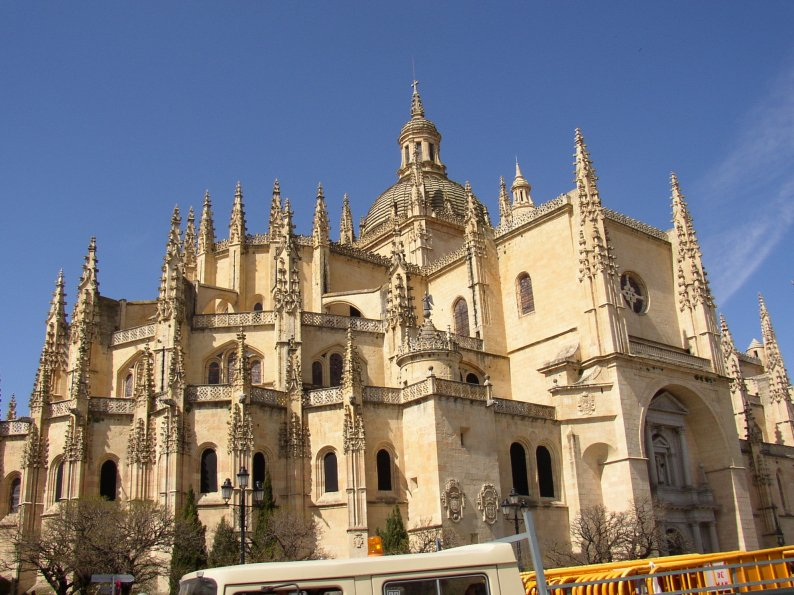
Catedral de Segovia.